# Ulrich Schmidl

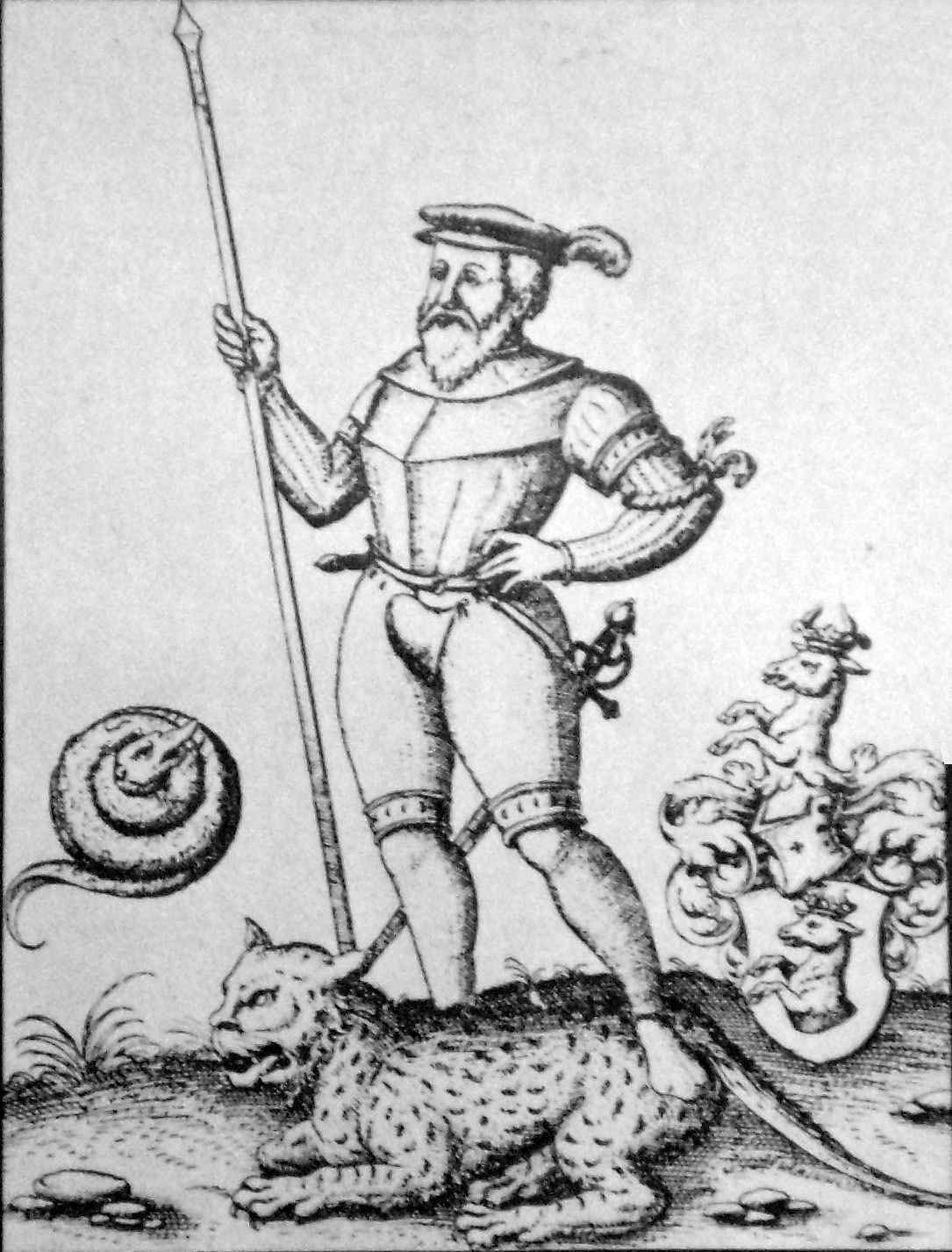
Ulrich Schmidl

Ulrich Schmidl bzw. Schmidel, in den Quellen auch Utz Schmidl (* 1510 in Straubing; † 1580/1581 in Regensburg) war ein deutscher Landsknecht in Diensten der Konquistadoren, Patrizier, Entdecker, Chronist und Ratsherr. Schmidl ist, neben Hans Staden, einer der wenigen Landsknechte, die ihre Erlebnisse niedergeschrieben haben.

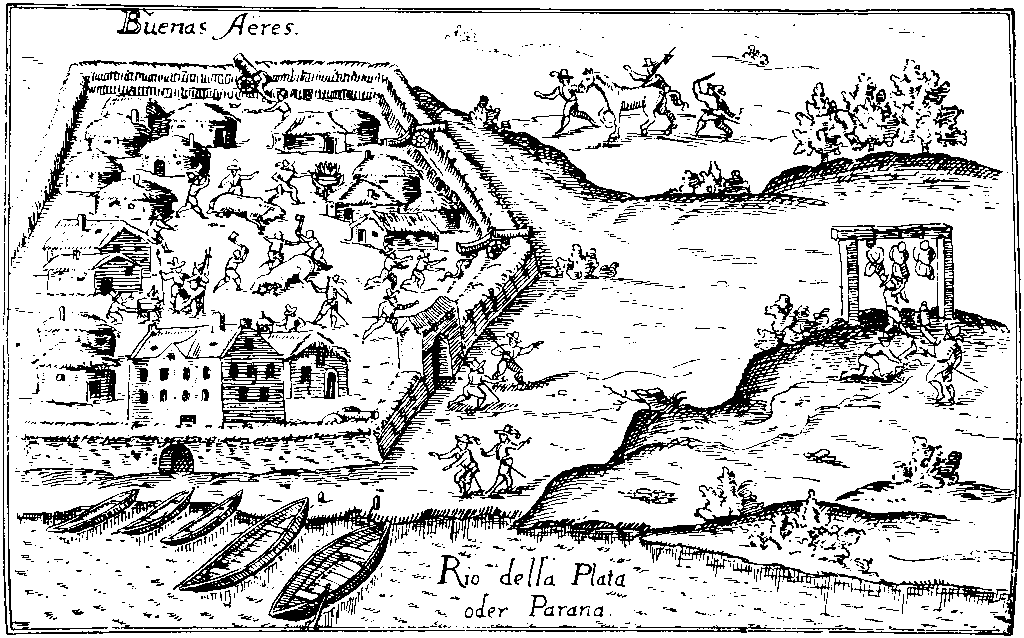
Buenos Aires kurz nach seiner Gründung 1536

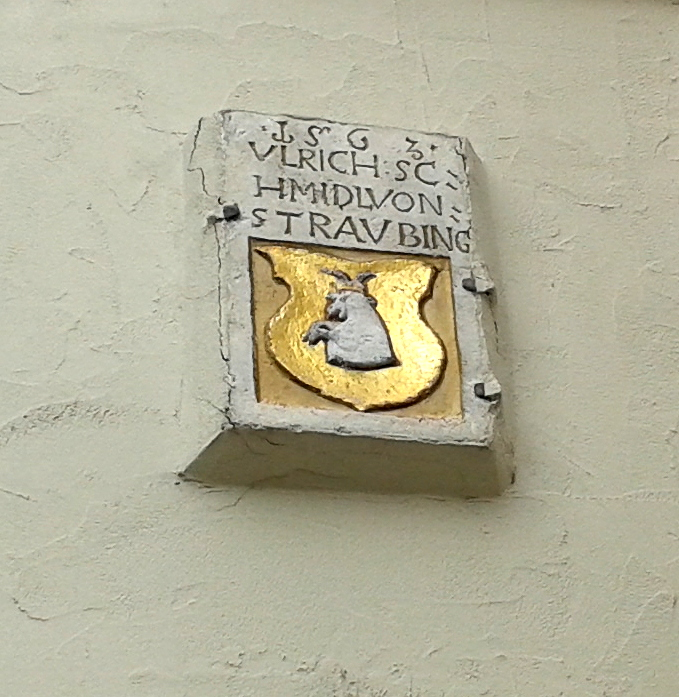
1563, ULRICH SCHMIDL VON STRAUBING, Wappen am Wohnhaus in Regensburg, Neupfarrplatz

## Leben
Ulrich Schmidl wurde um 1510 als einer von drei Söhnen des angesehenen Straubinger Patriziers und Bürgermeisters Wolfgang Schmidl geboren. Dieser hatte in Ingolstadt an der damals einzigen bayerischen Universität Mathematik und Jura studiert. Nach Abschluss seines Studiums 1504 nahm er das Amt des Stadtkämmerers in Straubing an. Ferner amtierte er bis 1511 vier Mal als Bürgermeister. Wolfgang Schmidls älterer Sohn aus erster Ehe – Thomas Schmidl – übernahm ab 1524 das Bürgermeisteramt. Ulrich Schmidl, der sich laut Quellen selbst Utz nennt, entstammt Wolfgang Schmidls zweiter Ehe.
Über seine Jugend ist ansonsten wenig bekannt. Nach Abschluss der Lateinschule hätte Ulrich aufgrund seines Namens sicherlich ebenfalls zu höherer Würde gelangen können, doch diente er vermutlich als Landsknecht im Habsburger Reich unter Karl V., was aufgrund der politischen Situation im deutschen Reich zu dieser Zeit auch sinnvoll erscheint (Krieg gegen Franz I. von Frankreich, Krieg gegen die nordafrikanischen Mauren und Türken, welche 1529 erstmals Wien belagern), Niederschlagung des großen deutschen Bauernaufstandes 1525.

### Nach der Expedition
Motiviert durch einen Brief seines Bruders Thomas kehrte Schmidl am 26. Januar 1554 mit wenigen Beutestücken nach Straubing zurück. Thomas starb am 20. September 1554. Ulrich erbte das Vermögen seines verstorbenen Bruders und wurde Ratsherr. 1557–1562 schreibt er seinen Reisebericht, heute bekannt als „Stuttgarter Handschrift“. Weil er sich zum Luthertum bekannte, musste er jedoch Straubing verlassen und ging 1562 nach Regensburg, wo er es bis zu seinem Tod 1579 zu großem Reichtum brachte.

### Auszeichnungen
1968 weihten der damalige Außenminister Willy Brandt und der Straubinger Oberbürgermeister Hermann Stiefvater in Buenos Aires ein Denkmal ein, da Schmidl die Stadt 1536 mitbegründet hatte.

## Reise in die La Plata Gegend

### Überblick
Erst ab 1534 erfahren wir mehr über Schmidl, als er sich als Landsknecht unter Pedro de Mendoza von Cádiz in Spanien aus zusammen mit rund 3000 anderen Soldaten an einer Expedition in das heutige Argentinien (Río de la Plata) beteiligte. Schmidl lebte und kämpfte dort fast 20 Jahre und wurde zu einem Mitbegründer von Buenos Aires in Argentinien im Februar 1535 und Asunción in Paraguay im August 1537. Seine Reise führte ihn über den Río Paraná und Río Paraguay ins heutige Paraguay. Von dort unternahm er mehrere Expeditionen in den Gran Chaco, die ihn bis hoch ins südöstliche Bolivien führten. Über seine Erlebnisse am Río de la Plata verfasste er 1567 einen Bericht in deutscher Sprache, der als wahrhafftige Historien einer wunderbaren Schiffahrt 1599 in Nürnberg veröffentlicht wurde, wodurch er zusammen mit Álvar Núñez Cabeza de Vaca zum ersten Geschichtsschreiber Argentiniens und Paraguays wurde.

## Ziel der Expedition und Auftraggeber
Obwohl sich zu dieser Zeit erst zwei spanische Flotten in die La Plata Gegend vorgewagt hatten (eine unter der Leitung des Juan Díaz de Solís im Jahr 1515 und eine weitere unter Sebastiano Caboto 1526 bis 1530) und auch die Ausbeute der beiden Seefahrer eher spärlich war, glaubte der spanische Kaiser Karl V. ebenso wie die Konquistadoren selbst den Aussagen der Indianer, von denen sie den Schatz erbeutet hatten, sie hätten die Dinge (hauptsächlich Silberschmuck) aus einem fernen Königreich im Westen erobert. Man konnte nicht ahnen, dass es sich um Tauschware bzw. erste Proben des noch ungekannten Inkareichs handelte, und gab dem Fluss, auf welchem sich beide Expeditionen bewegt hatten, den trügerischen Namen „Río de la Plata“ („Silberfluss“). Die Silberstücke weckten phantastische Vorstellungen vom vermeintlichen Silberland Argentinien nach Cabotos Rückkehr 1530 mit nur einem Schiff und der Hälfte seiner ursprünglichen Besatzung.
Kaiser Karl V. wollte durch das Erbeuten dieser versprochenen Schätze seine kostspieligen Kriege finanzieren und durch Landsleute vor Ort die Ausdehnung der Portugiesen in Brasilien eindämmen. So schickte er Pedro de Mendoza, einen reichen Höfling, mit einer Flotte aus 260 Mann auf den Weg. Eine der 14 Karavellen stellten die Nürnberger und Augsburger Welthandelshäuser Jakob Welser und Sebastian Neidhart. Sie bemannten ihre Schiffe mit Angestellten und Söldnern, unter anderem aus Antwerpen und aus anderen Orten Angereisten. So auch Ulrich  Schmidl. Er selbst berichtet:
„Auch 2500 Spanier und 150 Hochdeutsche, Niederländer und Sachsen warteten darauf, unter dem Befehl des Offiziers, Hauptmann Pedro de Mendoza, die Reise anzutreten.“
Am 24. August 1534 verließ die Flotte Sanlúcar de Barrameda, den Seehafen Sevillas.

## Dokumentation der Reise
Mit diesem Bericht des An-Bord-Gehens Schmidls beginnt auch dessen in Tagebuchform gehaltene Niederschrift über seine Erlebnisse am Río de la Plata.
Zwar stellen weder die Münchner, noch die Hamburger oder die Stuttgarter Handschrift die Druckvorlage dar, stehen aber in so enger Beziehung, dass sie wahrscheinlich auf ein heute verschollenes gemeinsames Manuskript zurückgehen.
Insgesamt sind vier Handschriften bekannt, die Stuttgarter, die Münchner, die Hamburger und die Eichstätter.

### Die Stuttgarter Handschrift

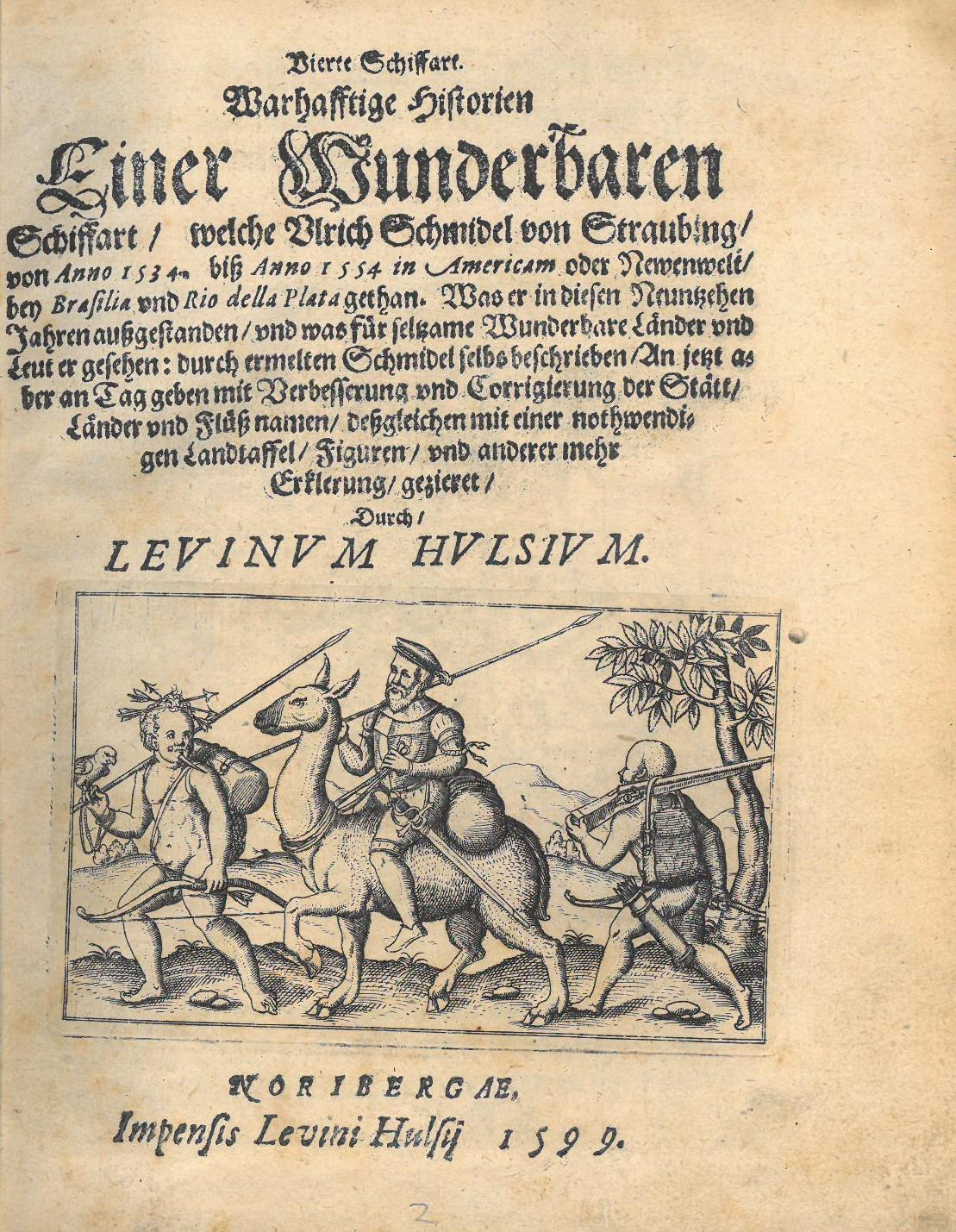
Titelblatt von Schmidls Reisebeschreibung in der Ausgabe von Levinus Hulsius (Gäubodenmuseum Straubing)

Man geht davon aus, dass die Stuttgarter Handschrift den von Schmidls handgeschriebenen Reisebericht darstellt, welchen er 1554 zwar binden ließ, aber nie zu einem Drucker brachte. Heute findet man das Manuskript in der Handschriftenabteilung der Württembergischen Landesbibliothek in Stuttgart. Dieses Original besteht aus 112 Blättern, in vier Bündel gefasst. Es trägt den Namen:
„Wahrhaftige Historien einer Wunderbaren Schiffart/welche Ulrich  Schmidel von Straubing/von Anno 1534 biß Anno 1554 in Americam oder Neuenwelt, bey Brasilia und Rio della Plata gethan. Was er in diesen Neunzehen Jahren außgestanden/vund was für seltsame Wunderbare Länder und Leut er gesehen: durch was Schmidel selbst beschrieben An jetzt aber an Tag geben mit Verbesserung und Corrigierung der Stätt/Länder und Flüssnamen/desgleichen mit einer notizwendigen Landtaffel/Figuren/und anderer mehr Erklerung gezieret Durch Levinum Hulsium.“
Neben dem genannten Transkript sind im Laufe der Jahre einige weitere entstanden. Die jüngste Transkription stammt von Franz Obermeier aus dem Jahr 2008 mit einem Kommentar.
Dennoch entstanden wohl im 16. Jahrhundert drei Kopien, die Münchner, die Hamburger und die Eichstätter Handschrift. Doch keiner kopierte das Stuttgarter Manuskript. Dieses blieb lange unbekannt und wurde erst 1892 von Johannes Mondschein herausgegeben.

### Die Münchner Handschrift
Das Münchner Skript wurde 1889 von Valentin Langmantel aufgelegt. Bis zur Revidierung dieser These 1938 durch Edmundo Wernicke galt das Münchner Manuskript als das von Schmidl ursprünglich verfasste. Das Original ist in der Bayerischen Staatsbibliothek München aufbewahrt und besteht aus 69 Blättern. Es gelangte 1811 von der städtischen Bibliothek Regensburg nach München. Es stellt keine Abschrift der Stuttgarter Handschrift dar. Viele Abschnitte sind verteilt und häufig werden Namen hervorgehoben. Ferner wurden redaktionelle Überarbeitungen geleistet. Der Schreiber der Münchner Handschrift muss gut gebildet gewesen sein, denn er stellt selbständig Ergänzungen zu Schmidls Beschreibungen in Form von Kausalzusammenhängen dar. Der Titel dieses Manuskripts lautet:
„Anno Als Mann Zelltt Nach Christi Unserß Liebenn Herren vnnd Seligmachers Gespurdt Taussett fünffhundertt Vierunddreissig Hab ich Ulerisch Schmidl vonn Straubind diesse nachfolgende Nacionn und Lender von Andorff aus perahare als Hispaniam Indiam und mancherley Innssell gesehen. Mit sunder gefahr Ihn Kriegsleiffenn durch geresit und durch gezogen welche Reiß (so vonn obernentens Jahr aus piß auff das vier und fünfzigste do mir Gott der almechtig wieder zu Lanndt geholffen gewert hatt) Ich Neben dem, so mir samptt dem meinen mit verwannden Ihnn der selben zugestanden und begegnet auff kurztest hirinen beschrieben habe“
Auch dieses Skript wurde transkribiert. So beispielsweise von Markus Tremmel unter dem Titel „Ulrich  Schmidl Fahrt in die Neue Welt“ aus dem Jahr 2000.

### Die Hamburger Handschrift
Die Hamburger Fassung liegt in der Staats- und Universitätsbibliothek Hamburg. Laut Lehmann-Nietzsche stammt das Schriftstück aus der zweiten Hälfte des 16. Jahrhunderts und kam als Geschenk der Gebrüder Wolf mit anderen Dokumenten in besagte Bibliothek. Es umfasst 167 Seiten: Nietzsche beschreibt, dass das Hamburger Manuskript die Kopie eines älteren sei, dabei jedoch eher der Münchner Fassung ähnelt, als dem Hamburger Original. Änderungen wurden in ähnlichem Ausmaß angebracht, wie in der Münchner Handschrift verglichen mit dem vermutlichen Original. Auch der Titel macht dies deutlich:
„Anno Alls man zalte Nach Christi unsers lieben Herrn unnd Seligmachers gebürte Tausent Funffhundert vierunddreisig Hab Ich Ulrich Schmid von Straubing Diese nachuolgende Nationen unnd Lender von Antorff aus Peragirt Alls Hispaniam, Indiam unnd mancherley Insel, Mid sonderer gefahr Inn Krigs leufften durchraiset und gezogen. Elche Raiß, so von obernentem 34 Jahr auß biß auff das vierundfünffzigste (do mir Gott der Almechtig wider Zu Land geholfen) Unnd also 20 Jahr gewehrt Hat. Ich neben dem. So mir sampt meinen Mittverwanndten Inn derselben Zugestanden und begegnet. Auffs Kürzest hierin Beschriebenn habe.“
Der Schreibstil macht das Manuskript von allen anderen unterscheidbar. Eine relativ junge Transkription findet sich im 103. Jahresbericht des Historischen Vereins Straubing von 2001.

### Die Eichstätter Handschrift
Das Eichstätter Manuskript wird in der Universitätsbibliothek Eichstätt verwahrt. Wahrscheinlich ist das Fragment zwischen 1570 und 1575 in Nürnberg entstanden und spätestens im ersten Drittel des 18. Jahrhunderts zur fürstbischöflichen Bibliothek Eichstätt gelangt. Es umfasst 258 Blätter, wobei Schmidls Text hier nur eines von acht eigenständigen Werken darstellt. Laut Klaus Walter Littgers Meinung weist diese Handschrift stilistisch keine Ähnlichkeit mit den andern Kopien auf. Der chronologische Ablauf der Erzählung ist jedoch gleich. Aber fehlen hier vermutlich die letzten Seiten (das Manuskript endet abrupt und mit einem für Schmidl untypischen Satz).

### Vergleich der vier Schriften
Vergleicht man nun die vier Skripte, stellt man Folgendes fest:
Die Ankunft der Truppe am Rio de la Plata wird in jeder Fassung auf das Jahr 1535 gesetzt, jedoch gibt die Stuttgarter Handschrift zudem den Dreikönigstag an und erlaubt uns eine genauere Datierung.
Der Angriff der 23.000 Indianer auf Buenos Aires am Johannistag 1535 stimmt in allen vier Fragmenten überein. Ebenso stimmig sind die Berichte über die kannibalischen Zwangshandlungen unter den Spaniern während der Hungersnot 1535. Doch nur das Stuttgarter Manuskript beschreibt den Fall eines Landsknechts, welcher seinen verstorbenen Bruder aufaß.
Bezüglich der Auflösung der Garnison Corpus Christi sind sich die vier Handschriften lediglich uneinig ob der Anzahl der Spanier, welche den Indianerhäuptling der Timbú hängten (in der Stuttgarter Schrift ist neben den drei auch in den anderen Skripten angeführten Personen zusätzlich ein Priester anwesend).
Diese nuancenhaften Abweichungen und doch wieder großen Stimmigkeiten zwischen den vier Manuskripten über Schmidls Reise in die La Plata Länder erstrecken sich bis zum letzten Kapitel.

### Inhalt der Reisebeschreibung
Die Ausgabe des Levinus Hulsius aus dem Jahre 1602 enthält 55 Kapitel, deren Inhalt im Folgenden kurz abgelichtet werden soll. Die Schreibweise der Namen orientiert sich an der modernen Fassung des Stuttgarter Autographen von 2008.

#### Kapitel 1
Am Bartholomäustag, dem 25. August 1534 wurde die Flotte nach dem 20 Meilen vor Sevilla liegenden Sanlúcar verholt. Ungünstige Winde bedingen eine unverhältnismäßig lange Liegezeit.

#### Kapitel 2
Am ersten September 1534 starteten die Schiffe Pedro de Mendozas, den Karl V. zum ersten Adelantado, d. h. zu seinem Stellvertreter im Gebiet des Rio de la Plata, ernannt hatte, zu ihrer 200-Meilen-Reise zu den Kanaren. Die Schiffsüberholungen in den Häfen Palma, Teneriffa und Gomera dauerten vier Wochen. In dieser Zeit kam es zu Kontakten zwischen Besatzungsmitgliedern und der Inselbevölkerung, die vorwiegend Zuckerrohrplantagenwirtschaft betrieb. Dem Befehl zum Auslaufen konnte das deutsche Schiff nicht nachkommen, weil das Besatzungsmitglied Jorge de Mendoza, Vetter des Adelantado, eine Inselschönheit nebst Aussteuer und Magd an Bord geschmuggelt hatte. Erst nach der Verheiratung erhielt der Kapitän Heinrich Paime die Erlaubnis zum Auslaufen. Doch zuvor jagte er die Jungverheirateten von Bord, denn die Aktion von Jorge hatte dem Schiff vier Treffer von einer Inselkanone eingebracht.

#### Kapitel 3
Nach einer zweiten Zweihundertmeilenetappe war Santiago, die fürnembste under den Inseln Viridis, also einer der Kapverdischen Inseln erreicht. Die auf 14 Grad nördlicher Breite liegende Inselgruppe mit ihrer schwarzen Bevölkerung gehörte zu Portugal. Nach fünf Liegetagen waren die Schiffe zur Weiterfahrt bereit.

#### Kapitel 4
Fünfhundert Meilen liegen zwischen den Kapverdischen Inseln und der Insel Fernando de Noronha, die nach zwei Monaten angelaufen wurde. Die unbewohnte Insel hatte eine dichte Vogelpopulation, und die zutraulichen Tiere ließen sich mit Stöcken erlegen. In seinen Angaben zur Meeresfauna erwähnt Schmidl Wale, fliegende Fische, Schabhuten, die von den Spaniern „sumere“ genannt werden, Schwert- und Sägefische.

#### Kapitel 5
Bis zum Rio de Janeiro genannten Flecken, um dessen Besitz die Portugiesen mit den Franzosen kämpfen mussten, waren es 200 Seemeilen. Bei den hier wohnenden Tupi blieb die Flotte 14 Tage. Pedro de Mendoza ließ Juan Osorio, dem er krankheitshalber sein Kommando übertragen hatte, von den Offizieren Juan de Ayolas, Jorge Lujan, Juan de Salazar y Espinosa, Lázaro Salvago unter der Beschuldigung der beabsichtigten Meuterei töten. Schmidl hielt die Beschuldigung für unrichtig und Osorio, dessen Leichnam zur Abschreckung offen an Bord gezeigt werden musste, für unschuldig.

#### Kapitel 6

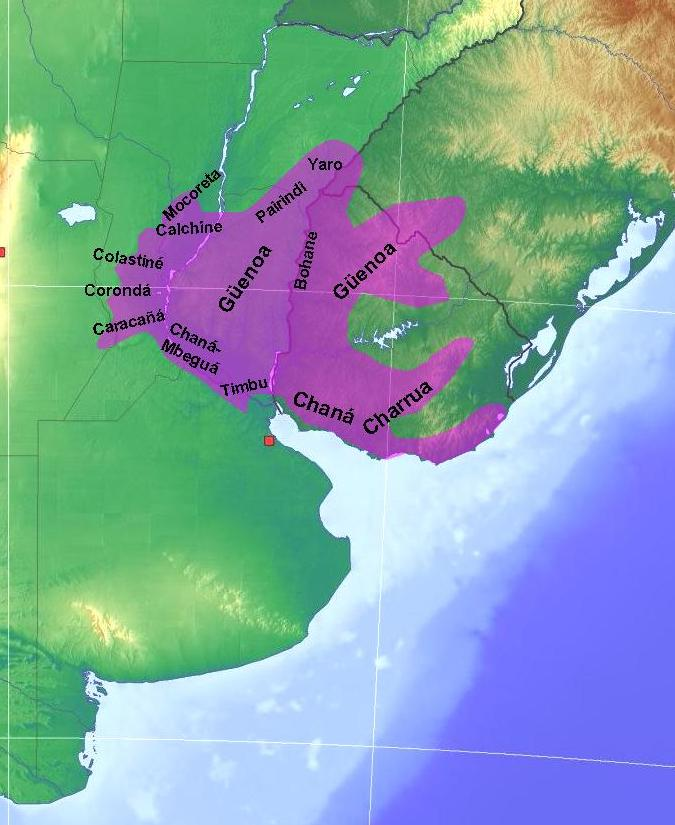
Völker am La Plata vor Ankunft der Europäer

Fünfhundert Meilen südlich Rio de Janeiros fand die Flotte die Einfahrt in die 42 Meilen breite La-Plata-Mündung (Paraná Wassú). Nahe San Gabriel, dem heutigen uruguayischen Colonia del Sacramento, trafen die Ankömmlinge auf die Charrúa. Das Volk lebte ausschließlich von Fisch und Fleisch. Einziges Bekleidungsstück war das Schamtuch der Frauen aus Baumwolle. Weil die Spanier bei den unter Mangel leidenden Indios keine Lebensmittel bekommen konnten, setzten sie über den hier noch acht Meilen breiten Paraná Wassú.

#### Kapitel 7
Am Landungsplatz angekommen entluden die Gelandeten ihre Schiffe und gründeten am 2. Februar 1536 Buenos Aires, umgaben es mit einer Lehmmauer, errichteten mit Stroh gedeckte Hütten und ein festes Haus für Pedro de Mendoza. Den hier nomadisch lebenden Stamm der Querandís schätzte unser Chronist auf 2000 Personen. Nahrung und Kleidung waren genauso wie bei den Charrúa. Wegen Wassermangels wurde das Blut erlegter Tiere von den Querandis getrunken, auch aßen sie die Wurzel einer Distelart gegen den Durst. Die wenigen Nahrungsmittel teilten sie 14 Tage mit der Truppe. Dann zogen sie vier Meilen weiter. Drei Beauftragte Pedro de Mendozas, die sie zur Rückkehr auffordern sollten, wurden verprügelt. Daraufhin befahl Pedro de Mendoza – so Schmidl – 300 Landsknechten und 30 Reitern – darunter ich dann auch einer gewesen – unter Führung seines Bruders Diego de Mendoza, alle Querandis zu liquidieren und ihren Flecken zu zerstören.

#### Kapitel 8
Bei der heftigen Gegenwehr der um 1000 Indios verstärkten Querandis verloren die Spanier 26 Leute, darunter Diego de Mendoza und sechs Offiziere aus dem Hochadel Spaniens. Die Waffen der Indios waren Pfeil und Bogen, Spieße mit Feuerspitze sowie die Boleadoras. […]
Hier bricht das Faksimile bis zum Kapitel 11 ab.

#### Kapitel 8 bis 11
Die fehlenden Seiten enthielten die Ereignisse der Hungersnot in Buenos Aires. Sie werden hier anhand der originalen Schmidl-Aufzeichnungen gemäß der Stuttgarter Handschrift skizziert:
Die Querandis wurden besiegt, es konnte aber kein einziger gefangen werden. Auch in dem Flecken wurden keine Weiber und Kinder mehr angetroffen. Als die Spanier sich drei Tage später nach Buenos Aires zurückzogen, ließen sie 100 Mann zurück. Denn es gab hier ein gutes Fischwasser.
In Buenos Aires entstand eine Hungersnot. Ratten und Mäuse, Schlangen und anderes Ungeziefer wurden verzehrt, sogar die Schuhe und das Leder wurden gegessen. Drei Spanier schlachteten heimlich ein Pferd. Sie gestanden unter der Folter und wurden gehenkt. In derselben Nacht schnitten andere Spanier die Schenkel und Fleischstücke aus dem Leib der Gehenkten und aßen sie. Auch trug es sich zu, dass ein Spanier seinen eigenen Bruder aß, der gestorben war. Das passierte am Fronleichnamstag 1535.
Um der Not zu entgehen, wurden vier Brigantinen für je 40 Mann gebaut, die zu rudern waren. 350 Mann zogen mit diesen Brigantinen und drei kleinen Booten Paraná-aufwärts, um die Indianer zu suchen. Diese flohen und verbrannten alle Nahrungsmittel. Die Ration der Spanier beschränkte sich auf 3 Lot (etwa 50 g) Schiffszwieback täglich. Die Hälfte der Mannschaft starb, nach zwei Monaten kam der Rest unverrichteter Dinge nach Buenos Aires zurück. Im darauffolgenden Monat zogen 23000 Indianer vor Buenos Aires auf. Sie gehörten zu den vier Nationen Querandís, Guaraní, Charrúa und Chané Timbú.
Hier setzt die Ausgabe des Levinus Hulsius von 1602 in ihrem 11. Kapitel wieder ein:

#### Kapitel 11

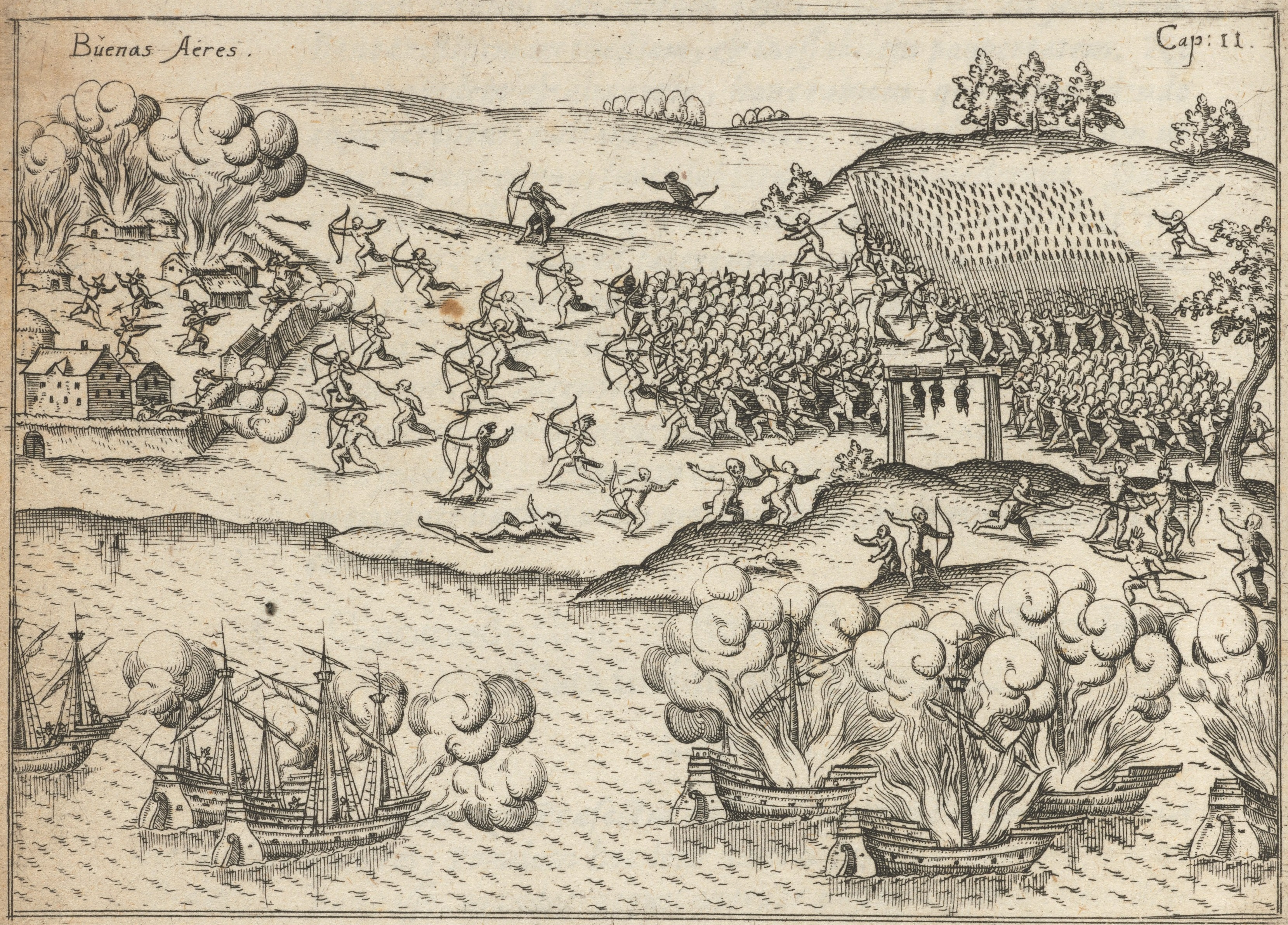
Kampf um Buenos Aires am Johannistag 1536

[…] Charrúa und Chané Timbú [wahrscheinlich: griffen] Buenos Aires an. Mit Hilfe von Brandpfeilen, die nach Abschießen nicht erloschen, wurden mit Ausnahme des Hauses des Adelantado alle Hütten in Brand geschossen. Auch vier Schiffe fingen Feuer. Erst Schüsse aus den Schiffskanonen vertrieben die Indios. „Gott dem allmächtigen war“, so Schmidl, „zu danken, dass an diesem Johannistag 1536 nur 30 Christen umgekommen sein.“

#### Kapitel 12
Nach der Übernahme des Oberbefehls des Pedro de Mendoza verfügte Juan de Ayolas eine Musterung. Die Zählung ergab nur noch 560 Landsknechte, 400 bestiegen die acht ausgerüsteten Flussschiffe. 160 Mann blieben zur Bewachung der vier Seeschiffe mit Proviant, der für ein Jahr reichte, wenn die Ration pro Mann und Tag auf 133,6 g Brot festgesetzt bliebe, in Buenos Aires.

#### Kapitel 13
Mit seinen 400 Mann erreichte Juan de Ayolas nach einer Vierundachtzigmeilenreise – auf der wiederum 50 Soldaten verhungerten – nach zwei Monaten das Volk der Timbú. Auf sechzehnsitzigen Einbäumen von 80 Schuh Länge und drei Schuh Breite kamen ihnen die Indios unter Führung ihres Häuptlings Zcherawassu bis vier Meilen vor ihrer „Siedlung“ in friedlicher Absicht entgegen.
Nachdem dieser mit einem Hemd, einem roten Biret und einem Angelhaken beschenkt worden war, durften die Leute von Adelantado Juan de Ayolas den Flecken betreten. Sie nannten ihn „Buena Esperanza“ oder auch „Corpus Christi“. Hier bekamen sie ausreichende Mengen an Fisch und Fleisch zu essen, die einzigen Nahrungsmittel des Stammes. Die Timbú waren groß und gerade von der Gestalt. Die Männer gingen nackt, die Frauen trugen ein Schamtuch. Schmidl bezeichnet sie als „sehr ungestalt“ und im Gesicht immer zerkratzt „und allzeit blutig“. Der Stammesschmuck bestand aus kleinem blau-weißem Stein in Sternform auf beiden Seiten der Nase.

#### Kapitel 14
Während des 4 Jahre währenden Aufenthalts der Juan-de-Ayolas-Leute in Buena Esperanza versuchte Pedro de Mendoza die Rückreise nach Spanien, auf der er jedoch starb. Er konnte aber noch veranlassen, dass die katholischen Majestäten zwei Hilfsschiffe mit allem Notwendigen zum Rio de la Plata schickten. Schmidl betete für Pedro de Mendozas Seelenheil.

#### Kapitel 15
Eines der Hilfsschiffe wurde geführt von Alonso Cabrera. 1539 erreichte es Buena Esperanza mit 200 neuen Soldaten und Verpflegung für zwei Jahre. Sofort startete ein Schiff zu einer Rapportreise nach Spanien. Mit den neuen hatte Juan de Ayolas jetzt 550 Männer. 150 blieben unter Karolus Doberin bei den Timbú. Mit 400 Männern fuhr er den Paraná aufwärts.

#### Kapitel 16
Auf acht Brigantinen suchte die Truppe nach den Carios an den Ufern des Paraguay, deren Nahrungsgrundlage auch Mais, Obst, die drei südamerikanischen Kamelarten, Hirsche, Hühner, Wildschweine und Gänse miteinschloss. Aber nach vier Meilen trafen sie die Corondá. Der 12.000-Mann-Stamm war v. a. kriegerisch ausgerichtet. Was ihre Nahrungsmittel, ihren Schmuck, ihre Kleidung und ihr körperliches Aussehen anging, so glichen die Corondá den Timbú. Im Tausch gegen Kürschnerprodukte erhielten die Indios von den Spaniern den üblichen Tand. Als letztere dann nach zwei Tagen aufbrachen, gaben ihnen die Corondá zwei Gefangene aus dem Cariosvolk als Pfadfinder und Dolmetscher mit.

#### Kapitel 17
Mit deren Hilfe erreichte Juan de Ayolas nach 30 Meilen das 4000 Seelen zählende Gulgaisvolk. Die Gulgais glichen in Schmuck, Aussehen, Nahrung und Sprache den Timbú und Corondá. Ihr Dorf lag an einem See. Vier Tage wurden die Spanier von den Gulgais verköstigt. Den dann folgenden Stamm der Mocoretá schätzte Schmidl auf 18.000 kriegerische Männer, die vor allem vom Wasser aus zu kämpfen verstanden. Sie verhielten sich aber friedlich. Unser Verfasser beschreibt sie als körperlich hässliche Individuen. Sie hatten eine eigene Sprache. Am vierten Aufenthaltstage töteten die Konquistadoren eine 35 Schuh lange, mannsdicke, gelb-schwarze Schlange, eine Anaconda, die von den Eingeborenen verzehrt wurde. Sie hatte viele Stammesangehörige gefressen.

#### Kapitel 18
Nach vier Tagen hatten die Konquistadoren die 16 Meilen bis zu den Zennais Saluaisco hinter sich gebracht. Diese waren klein und von gedrungenem Körperbau und hatten eine breite Nahrungsgrundlage, da sie zusätzlich eine Meerschweinchenart aßen. Die 2000 Stammesangehörigen gingen völlig nackt. Der 10000-Seelen-Stamm der Mapenes, mit dem die Spanier nach 95 Meilen zusammentrafen, erwies sich als feindlich. Auf 500 Zwanzig-Mann-Einbäumen fuhren die Krieger der Truppe entgegen und zeigten sich als wendige Kämpfer auf dem Wasser. Trotzdem erlitten sie große Verluste. Aber erbeuten konnten die Spanier nach der Schlacht in deren Dorf nichts, auch an die sich zurückziehenden Indios kamen sie nicht mehr heran. Aus Ärger darüber zerstörten die Landsknechte wenigstens 250 Wasserfahrzeuge.

#### Kapitel 19
Nach acht Tagen hatten die Konquistadoren die 40 Meilen bis zu den Curemaguás zurückgelegt. Diese lebten auf schmaler Nahrungsmittelgrundlage. Die Frauen trugen Schamtücher. Die Männer schmückte eine durch einen Nasenflügeldurchstich getragene Papageienfeder, die Frauen eine dauerhafte Blautätowierung im Gesicht.
35 Meilen hatte die Truppe zurückgelegt, als sie auf die Agaces trafen, die sich als hervorragende Krieger auf dem Wasser erwiesen. In dem heftigen Gefecht starben auch 15 Spanier. Beute gab es für keine Seite. Ihr Fluss, der Tucumàn, entspringt in Perú. Über das weitere Schicksal der Agaces kündigt Schmidl später weitere Informationen an und liefert diese in Kapitel 22.

#### Kapitel 20
50 Meilen von den Agaces entfernt lag das Land der Carios. Es war von beeindruckender Größe. Überfluss an Essen garantierte die sehr breite Nahrungsgrundlage: Die Carios hatten alle bisherigen Fleischtiere, Honig, verschiedene Wurzelarten und Kartoffeln. Sie waren auch Kannibalen, die ihre Opfer erst mästeten, bevor sie sie in einem Festgelage verzehrten. Die Carios bauten Baumwolle an und stellten Wein her. Der männliche Schmuck war ein im Mundwinkel eingesetzter gelblicher Kristall. Die Frauen waren für die männlichen Familienmitglieder Verkaufs- und Tauschobjekt.

#### Kapitel 21
Dank einer festungsartigen Anlage konnte sich Lambere, der Hauptort des Carioslandes, drei Tage gegen die Spanier halten. Dann baten die 4000 Verteidiger um Frieden. Mit der Übergabe von sechs Frauen an den Adelantado und zwei an jeden Soldaten wurde der Frieden besiegelt. Die Verluste betrugen 300 Carios und 16 Landsknechte.

#### Kapitel 22
Bei der Stadt Lambere erbauten die Juan-de Ayolas-Leute 1539 mit Hilfe der Carios Asunción. Von hier aus waren es 50 Meilen bis zum Agacesenflecken und 334 Meilen bis Buena Esperanza, dem Ort der Timbú. Gemeinsam mit 300 Landsknechten griffen 800 Carios die Agaces, ihre Todfeinde, an und erschlugen alle, so wie es bei den Carios nach einem Sieg über ihre Feinde Brauch war. Ganz wenigen Überlebenden wurde nach vier Monaten Gnade gewährt, wie es ein Kaiserliches Dekret anordnete, das Schmidl nicht näher belegt. Er lässt uns lediglich wissen, „dass man jeden Indianer bis zum dritten Mal sollte begnaden“.

#### Kapitel 23
Während einer sechsmonatigen Ruhezeit in Asunción ließ sich Juan de Ayolas über den 100 Meilen entfernt wohnende Stamm der Payaguá informieren und einen Feldzug gegen diese vorbereiten. Die Nahrungsgrundlage war das Übliche, nur Fisch und Fleisch. Einen süffigen Wein stellten die Payaguá her. Juan de Ayolas erfuhr, dass er seine 300 Leute nach 80 Meilen beim Passieren von Weibingon, dem letzten Ort im Cariosland, auf dem Weg zu den Payaguá noch einmal verproviantieren könne.

#### Kapitel 24
Juan de Ayolas wurde in dem 12 Meilen nördlich von Weibingon am Berg San Fernando, der dem Bogenberg gleich sieht, liegenden Lager der Payaguá freundlich aufgenommen. Nach neun Tagen brach er mit seiner um 300 Payaguá verstärkten Gruppe zu den Carcará auf, nachdem er Domingo Martínez de Irala befohlen hatte, mit seinen 50 Mann nicht länger als vier Monate bei den Schiffen auf seine Rückkehr zu warten. Nach Ablauf dieser Frist habe Irala unverzüglich mit den zwei Schiffen nach Asunción zurückzukehren.

#### Kapitel 25
Juan de Ayolas und seine Leute fanden bei dem nächsten Stamm, den Naperus, friedliche Aufnahme. Dasselbe geschah bei den Payzunos. Aber aufgrund von Versorgungsschwierigkeiten befahl Juan de Ayolas im Flecken der Payzunos, bei denen er drei kranke Landsknechte zurückließ, die Umkehr zu den Naperus, damit die Landsknechte sich erholen konnten. Nach drei Tagen folgte der Aufbruch zu den Payaguá. Auf halbem Weg wurde die Truppe bis auf den letzten Mann in einer Gemeinschaftsattacke von Naperus und Payaguá aufgerieben.

#### Kapitel 26
Erst in Asunción erfuhren Domingo Martínez de Irala und seine Leute von einem Indio, dem seine Sprachkenntnisse das Überleben gesichert hatten, vom Schicksal, das die Naperus und Payaguá der Juan-de-Ayolas-Truppe bereitet hatten. Ein Jahr lang glaubte ihm niemand. Zwei Payaguá, die in Iralas Hände gerieten, bestätigten unter Folter die Nachricht. Sie erhielten den Feuertod, weil sie zugeben mussten, dass sie an der Tötung der Spanier beteiligt waren. Irala wurde von den Landsknechten zum kommissarischen Adelantado gewählt.

#### Kapitel 27
Domingo Martínez de Irala verfügte sofort die Zusammenlegung der auf drei Garnisonen verteilten 460 Soldaten in Asunción. Für die Durchführung wurde den 150 Landsknechten, die mit ihren vier Brigantinen in Asunción verblieben waren, die Verantwortung übertragen. Vor der Übernahme der 250 Landsknechte zählenden Garnison bei den Timbú durch die 150 Soldaten aus Asunción ließen der Hauptmann Francisco Ruyz und Juan Pavón, ein Priester und der Sekretär Juan Hernández im Dorf der Timbú, den Häuptling der Timbú, Zcherawassu, nebst einigen weiteren Indios ermorden, obwohl – so Schmidl – dieser Stamm den Spaniern viel Gutes getan hatte. Domingo Martínez de Irala, der die drei Spanier mit sich nahm, verbot Hauptman Antonio de Mendoza jede Provokation der Timbú, deren Rachezug er sich sicher war.

#### Kapitel 28

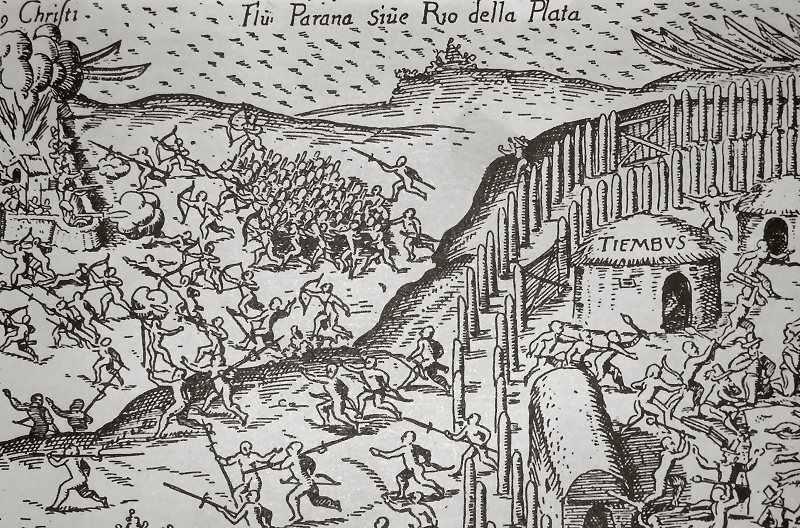
Zerstörung von Buena Esperanza durch die Timbú 1541

Im Bestreben keinen Fehler zu machen, tappte eben genannter Hauptmann in eine Falle des Unterhäuptlings der Timbú, Zeiche Liemy, und verhalf der Finte des Genannten zu vollkommenem Erfolg. Alle 50 „in die Falle kommandierten“ Landsleute fanden den Tod, was Schmidl mit makaber anmutendem Humor berichtete, indem er schreibt, das die Timbú das den Spaniern vorgesetzte Essen „dermaßen gesegnet, dass ihrer keiner darvonkam“. Die 40 in Corpus Christi (auch Buena Esperanza genannt) am Leben gebliebenen Landsknechte trotzten noch 24 Tage lang der Belagerung durch die Timbú. Dann zogen sie sich nach Buenos Aires zurück. Iralas Entsetzen war groß über diese Ende der Garnison in Corpus Christi.

#### Kapitel 29
Nachdem die Truppe Domingo Martínez de Irala fünf Tage in Buenos Aires verbracht hatte, erreichte am sechsten Tage eine Karavelle aus Spanien den Hafen mit der Nachricht, ein zweites Schiff unter der Führung Alonso Cabreras liege in Santa Catarina, also 300 Meilen entfernt. Gonzalo de Mendoza bemannte daraufhin eine Galeere mit 6 Spaniern und Ulrich Schmidl, um besagtes Schiff abzuholen. Nach zwei Monaten war die Fracht auf das aus Buenos Aires kommende Schiff umgeladen und die Fahrt beider Schiffe zurück konnte beginnen.

#### Kapitel 30
Weil Gonzalo de Mendoza sich überschätzte, ging sein Schiff 20 Meilen vor Buenos Aires verloren. 21 Seeleute ertranken. Auf Treibholz und dem Segelbaum retteten sich sechs, darunter Schmidl, die dann 50 Meilen bis Buenos Aires über Land marschieren mussten. Bei ihrer Ankunft sahen sie das schon seit 30 Tagen im Hafen liegende Schiff Alonso Cabreras und erfuhren, dass man für sie schon Totenmessen gelesen hatte. Die Fürbitten der Landsknechte ersparten der Führung des Katastrophenschiffes das Todesurteil. Zügig wurde die Verlegung nach Asunción durchgeführt und es folgten zwei Ruhejahre.

#### Kapitel 31
Als Nachfolger von Juan de Ayolas wurde nicht Domingo Martínez de Irala als Adelantado bestätigt, sondern Álvar Núñez Cabeza de Vaca, der 1542 vom Kaiser geschickt wurde. Er kam mit 4 Schiffen, 400 Landsknechten und 46 Pferden. Vor dem brasilianischen Hafen Santa Catarina verlor er zwei seiner Schiffe und nahm dann den Landweg nach Asunción, das er nach acht Monaten erreichte. Auf den 300 Meilen verlor er 100 Soldaten. Weil sein Kaiserliches Ernennungsschreiben „allein die Pfaffen oder 2 oder 3 Hauptleut“ kannten, hatte er es bei der „Gmein“ von Anfang an sehr schwer sich durchzusetzen.

#### Kapitel 32
Die Bestandsaufnahme des neuen Statthalters ergab eine Truppenstärke von 800 waffenfähigen Männern. Er bestätigte Domingo Martínez de Irala seine bisherigen Befugnisse, dann ließ er neun Flussboote für weitestmögliche Erkundungen am Rio Paraguay ausrüsten. Die Hauptleute Antonio Cabrera und Diego Tobelino mussten mit 115 Soldaten auf drei Brigantinen zu einer Vorexpedition aufbrechen. Sie trafen zuerst auf die Surucusis, deren Männer sich mit einem in den Mundwinkel gepiercten blauen Stein schmückten, die Frauen trugen nur ein Schamtuch. Neben den üblichen Grundnahrungsmitteln aßen sie Erdnüsse. Nachdem die Vorexpedition ihre Boote den Surucusis anvertraut hatte, unternahm sie eine Viertageserkundung ins Landesinnere.

#### Kapitel 33
Eine ins Auge gefasste Erkundung flussaufwärts setzte Álvar Núñez Cabeza de Vaca auf Anraten der Carios aus. Stattdessen ließ er Domingo Martínez de Irala mit einer 400-Mann-Tuppe, die er mit 2000 Indianern verstärkte, gegen den Cario-Häuptling Dabere ziehen. Irala erinnerte den Häuptling Dabere erfolglos an dessen Friedenspflicht, die er nicht ernst nahm, weil er seine befestigte Hauptstadt gleichen Namens für uneinnehmbar hielt. Während des viertägigen Kampfes und der folgenden Erstürmung der Hauptstadt starben 16 Spanier und eine unbekannte Anzahl Carios. Auf Seiten des Dabere kamen 3000 Indios ums Leben und ein Großteil der Cariosfrauen mit ihren Kindern gerieten in Gefangenschaft. Dem folgenden Friedensangebot des Dabere und der Rückgabe der Frauen und Kinder musste Irala entsprechend kaiserlichen Befehls nachkommen.

#### Kapitel 34
Nachdem Álvar Núñez Cabeza de Vaca von Domingo Martínez de Iralas Bericht Kenntnis genommen hatte, startete er mit 500 Landsknechten und 2000 Indios die zuvor abgesagte Unternehmung. Juan de Salazar y Espinosa kommandierte die 300 zurückgelassenen Landsknechte. Auf neun Brigantinen sowie 83 Kanus ging es flussaufwärts bis zum Berg San Fernando. Jede Brigantine nahm nun noch zwei Pferde an Bord und man fuhr zum Siedlungsplatz der Payaguá, die nach der Vernichtung ihrer Häuser und Vorräte geflüchtet waren. Auf den nächsten 100 Meilen trafen die Truppen auf keine Indios, dann auf die Bascherepos, danach auf die Surucusis. Beide Völker waren ihnen freundlich gesinnt. Ersteren gehörte ein riesiges Wohngebiet und sie besaßen eine große Anzahl an Wasserfahrzeugen. Die Frauen trugen ein Schamtuch, die Männer der 50 Meilen entfernt wohnenden Surucusis, die nur im Familienverband siedelten, hatten eine Holzscheibe im Ohrläppchen, die Frauen einen fingerlangen Kristall im Mundwinkel. Man konnte sie als schön bezeichnen. Ihre Nahrung bestand aus dem Üblichen und sie gingen völlig nackt. Über die Caracaraes wussten sie nichts, was sie über die Carios sagten, stimmte nicht. Für seine Landerkundung nahm der Adelantado 350 Mann, 18 Pferde und die 2000 Carios aus Asunción mit, 150 Landsknechte mussten die Schiffe bewachen. Die auf zwei Jahre angelegte Erkundung musste Álvar Núñez Cabeza de Vaca schon nach 18 Tagen wegen Proviantmangels abbrechen. Die Anschlusserkundung, die Álvar Núñez Cabeza de Vaca nach der Rückkehr der von Francisco de Ribera durchgeführten Vorexpedition anstrebte, musste wegen Hochwassers aufgegeben werden. Auf dieser rundum erfolglosen Großunternehmung, weil laut Schmidl „unser Oberst war nicht der Mann danach“, machte sich der Adelantado alle Offiziere und Soldaten zum Feind.

#### Kapitel 35

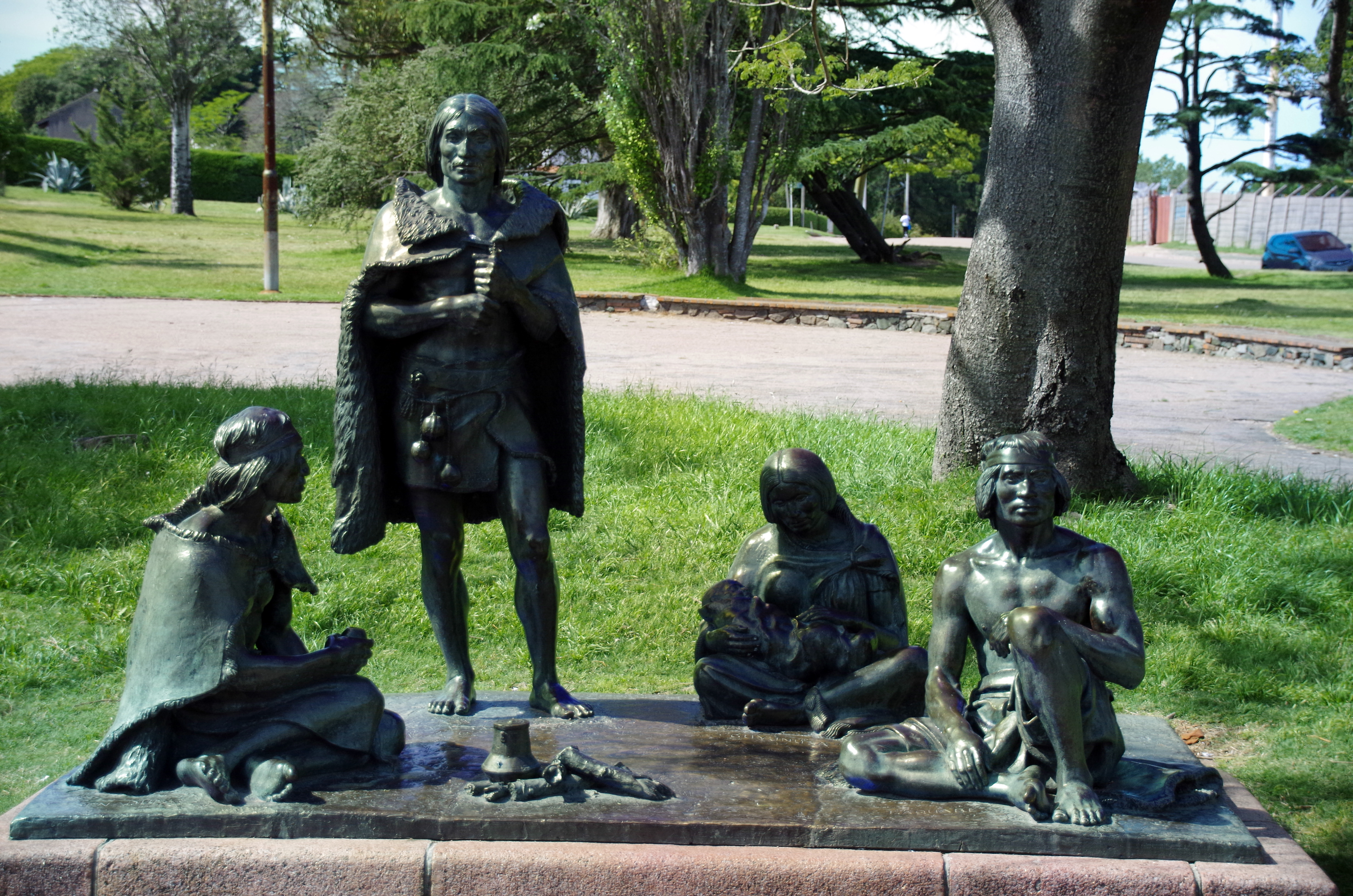
Denkmal in Montevideo für die letzten Charrúa

Hauptmann Hernando de Ribera wurde mit 80 Mann, darunter Schmidl, flussaufwärts für eine Erkundung der Charrúa geschickt, die auch die Flussumgebung einschloss, soweit sie in zwei Tagesmärschen erkundbar war. Nach vier Meilen trafen sie auf die Guebuecusis, die eine Flussinsel bewohnten. Von Gestalt glichen sie den Surucusis, ihr Nahrungsangebot war reichhaltig. Bei ihrem Aufbruch nach einem Tag wurde die Truppe von Guebuecusis in zehn Kanus eskortiert und zweimal pro Tag mit Frischfisch und frischem Wildbret versorgt.
Die Yacaré, auf die die Expedition nach 36 Meilen, für die sie neun Tage gebraucht hatte, traf, waren nach Gestalt die bisher größten Indios. Sie aßen nur Fisch und Fleisch, die Frauen trugen das übliche Schamtuch. Mit acht Kanus lösten sie die Guebuecusis ab, als die Spanier weiter zogen. Ihren Namen haben die Yacaré nach der bei ihnen heimischen Alligatorenart, die sie „Jacarés“ nennen. Trotz treffender Beschreibung hält Schmidl das Tier für einen Fisch.

#### Kapitel 36
Nach neun Tagen und 36 Meilen hatte die Truppe die Charrúa gefunden, einen sehr volkreichen Stamm. Als Schmuck hatten sie einen blauen Kristall im Mundwinkel und einen Ohrpflock, um den das Ohr auf eigenartige Weise herumgewickelt war. Auch trugen die Männer Knebelbärte. Ihre „Kleidung“ bestand in blauer Oberkörperbemalung. Nach vier Tagen bei der Vorhut bewegten sich die Spanier unter Zurücklassung ihrer Schiffe vier Meilen in Richtung des Königshofs. Auf blumenbestreutem Weg kam ihnen der König mit 1200 Mann starkem Gefolge entgegen. Auf schalmeiähnlichen Instrumenten spielte das Hoforchester. Bis der Königshof erreicht war, hatten die Jäger rechts und links vom Weg 30 Hirsche und 20 Ñanus erlegt. Schmidl bezeichnete die Charrúafrauen als sehr schön und als gute Liebhaberinnen. Sie stellten große Baumwollmäntel mit Tiermotiven her, die als Schlafdecke und Sitzkissen dienten. Auf die Frage nach Gold und Silber schenkte der König dem Offizier Francisco de Ribera mehrere Edelmetallstücke, die er von den Amazonen erbeutet haben wollte. Sofort wurde eine Amazonenexpedition beschlossen. Für die Anreise veranschlagten sie zwei Monate; dieser Plan wurde angenommen.

#### Kapitel 37
Die Amazonenbeschreibung Schmidl gleicht derjenigen, die wir bei Herodot und vielen anderen Autoren nachlesen können. Nur ihre Töchter behielten die Amazonen bei sich. Ihre Söhne wuchsen im Reich des Königs Jegnis auf. Die Nachricht vom Goldreichtum der Amazonen, der im Reich des Königs Jegnis aufbewahrt wurde, ließ die Goldgier der Spanier so entflammen, dass sie durch nichts von ihrem Vorhaben abzubringen waren, dies zu finden. So ließen sie sich auch nicht von der Information des Königs der Charrúa, dass sie gerade zur Überschwemmungszeit gekommen seien, zur Umkehr bewegen. Verstärkt durch einheimische Träger vom Stamm der Charrúa watete die Truppe auf ihrem Weg durch hüfthohes Wasser, das den Soldaten auch als Trinkwasser dienen musste. Ohne Ruhe- oder Schlafmöglichkeit, meistens ohne warmes Essen, setzten die Landsknechte die Amazonenexpedition trotz einer fürchterlichen Fliegenplage fort. Dann trafen sie auf die Siberis, die ihnen Träger stellten für den Weg zu den Ortu. Zwölf weitere Tage des Marschierens durch hüfthohes Wasser lagen bei ihrer dortigen Ankunft hinter ihnen. Die Ortu bildeten den volkreichsten Stamm im la-Plata-Gebiet. Aber bei Ankunft der Konquistadoren wütete die Hungerpest. Nun gab Francisco de Ribera den Rückzugsbefehl.

#### Kapitel 38
Auf dem Rückmarsch im Charrúadorf angekommen, zeigte es sich, dass mehr als die Hälfte der Landsknechte wegen des erlittenen Nahrungs- und Trinkwassermangels sterbenskrank war. Die nun folgenden Tage dienen der Erholung. Am Ende des vierten Erholungstages konnte sich jeder Soldat über 200 Dukaten freuen, die er durch Tauschgeschäfte verdient hatte. Dieses Geld nahm ihnen Álvar Núñez Cabeza de Vaca bei ihrer Rückkehr ab und den Kommandeur der Expedition, Francisco de Ribera, verhaftete er. An der folgenden erfolgreichen Revolte gegen den Adelantado beteiligte sich Schmidl aktiv. Auch bei der späteren Befehlsverweigerung hatte er seine Hände im Spiel.

#### Kapitel 39
In Álvar Núñez Cabeza de Vaca Rücksichtslosigkeit gegenüber geschwächten Landsknechten offenbarte sich, so unser Chronist, auch seine mangelnde Erfahrung als Kommandeur. Während des zweimonatigen Aufenthaltes bei den Surucusis erkrankte Álvar Núñez Cabeza de Vaca.
Das Land am Wendekreis des Steinbocks bezeichnete Schmidl als das ungesündeste unter der Sonne, in welchem niemand älter als 40 oder 50 Jahre werden könne. Dass das Sternbild des Großen Bären wieder auftauchte, freute ihn, obwohl es ihm unerklärlich blieb.
Der Befehl Álvar Núñez Cabeza de Vacas, die Surucusis auszurotten, fand seine Missbilligung, weil es sich um Undank dem Volke gegenüber und auch um größeres Unrecht handelte. Der Adelantado hatte sich in Schmidls Auge als charakterlich ungeeignet erwiesen, eine Führungsrolle zu bekleiden.

#### Kapitel 40
Unser Chronist unterstützte den Beschluss der Gemeinschaft, Álvar Núñez Cabeza de Vaca seines Amtes zu entheben. Die Umsetzung durch 200 Landsknechte unter Führung der drei Offiziere Alonso Cabrera, Francisco de Mendoza und Grato Hermiego konnte er aber – wie auch die Wiederwahl Domingo Martínez de Iralas zum Adelantado – nur vom Krankenlager aus verfolgen.

#### Kapitel 41
Die Zwistigkeiten und offenen Streitereien zwischen den Spaniern nach der Absetzung des Alvar Nuñez Cabeza de Vaca stachelten die Carios zu einer Erhebung gegen die Konquistadoren an. Nach ihrer Verbrüderung mit den Agaces, Yaperú und Guatata lieferten sie den Spaniern einen Kampf auf Leben und Tod. Neben den üblichen Waffen setzten die Indios einen Fischzahn zum blitzschnellen Köpfen und Skalpieren der Feinde ein. Dabei war es dem Krieger gleichgültig, ob er einen Toten oder einen noch Lebendigen skalpierte. Die Skalptrophäe hatte bei den Carios eine lange Tradition.
Weil aber 1000 Yaperú und Guatata zu den Spaniern überliefen, wurden die Landsknechte vor einer totalen Niederlage bewahrt.

#### Kapitel 42
Dreihundertfünfzig Landsknechte und die 1000 zu den Spaniern übergelaufenen Indigenen machten sich auf den Weg nach Asunción. Nach drei Meilen stellten sich 15.000 Carios zur Schlacht, zu der es erst am nächsten Tag kam. Nach vierstündigem Gefecht zogen sich die Indios in das vier Meilen entfernte, zu einer Festung ausgebaute Frontera zurück. Die Gebäude des Ortes hatten sie so präpariert, dass sie wie Rattenfallen funktionierten. 2000 Carios und zehn Soldaten fielen. Der dreitägigen Belagerung hielten die Carios unter Häuptling Machkarias stand. Die so genannte Rondelltaktik der Landsknechte – ein Büchsenschütze zwischen zwei Indios unter einem Tapierschild – brachte schließlich den Erfolg. Die Überlebenden des folgenden Massakers flohen 20 Meilen weiter in das Dorf Karieba. Domingo Martínez de Irala bereitete die Erstürmung des Ortes von drei Seiten vor. Nach Versorgung der Verwundeten und der Ankunft des Entsatzes zählte Irala 450 Landsknechte sowie 1300 Yaperú und Guatata. Die viertägige Belagerung Cariebas brachte den Spaniern keinen Erfolg. Der Verrat eines Indigen macht die Einnahme aber doch noch möglich und ein weiteres Massaker folgte. Die überlebenden Carios fanden Zuflucht bei Häuptling Taberé im Flecken Juerichsabaie. Irala ließ die Indios zunächst dorthin nicht verfolgen, vielmehr verordnete er seinen Soldaten vier Tage Ruhe.

#### Kapitel 43
Während eines vierzehntägigen Aufenthalts in Asunción wurde die Expedition zu Taberé vorbereitet. Mit neun Brigantinen und 250 Kanus legten Domingo Martínez de Iralas Kämpfer die 46 Meilen des Rio Paraguay aufwärts zurück. Zwei Meilen vor dem Ort ließ Irala anhalten und von zwei Indios die Kapitulationsaufforderung an Taberé überbringen. Beide Parlamentäre wurden verprügelt und zurückgeschickt. Den den Ort schützenden Fluss hätte kein Soldat ohne Feuerschutz durch die Kanonen lebend überqueren können. Der Flecken wurde von den Landsknechten gestürmt. Bei dem nachfolgenden Massaker wurden aber auf Iralas Befehl die Frauen und Kinder zwar gefangen genommen, aber geschont. Schließlich bat Taberé um Gnade. Sie wurde ihm gewährt und Frauen und Kinder zurückgegeben. Vom Jahr 1546 an hielt der Friede dauerhaft.

#### Kapitel 44
Es folgten zwei Jahre in Asunción, in denen kein Schiff und keinerlei Nachricht vom Kaiserhaus in Spanien eintraf. 1548 brach Domingo Martínez de Irala mit 350 Landsknechten und 2000 Carios auf sieben Brigantinen und 200 Kanus zu dem Großunternehmen „Sierra de la Plata“ auf. Am Berg San Fernando schickte er fünf der Brigantinen und alle Kanus nach Asunción zurück. Zwei Brigantinen mit 50 Mann Besatzung unter Führung von Francisco de Mendoza erhielten Befehl, am Berg San Fernando zwei Jahre auf die Rückkehr der Leute Iralas zu warten. Die Truppe, die aus 300 Landsknechten, 130 Pferden und 2000 Carios bestand, traf nach 36 Meilen, für die sie neun Tage gebraucht hatten, auf einen Stamm, der sich Naperus nannte. Diese lebten nur von Fisch und Fleisch, die Frauen trugen das übliche Schamtuch. Schon nach einer Nacht bei den Naperus setzte die Truppe ihren Marsch fort.
Die Mbaya, der nächste Stamm, waren ein Herrenvolk, das eine Reihe anderer Stämme unterworfen hatte. Schmidl verglich das Verhältnis der Unterworfenen zu den Mbaya mit dem von leibeigenen Bauern zu ihrem Edelmann. Die Nahrungsgrundlage dieses Stammes war sehr breit, auch gab es von Allem im Überfluss. Wir lesen von richtigen Honigwäldern und ganzjähriger Erntezeit. Die Mbaya nutzten das Lama als Last- und Reittier, behauptet unser Chronist. Er berichtet von eigenen Erfahrungen mit den Lamas und erwähnt auch, dass diese Tiere spucken. Ausführlich beschäftigt sich Schmidl mit den Frauen der Mbaya und lässt durchblicken, dass sie mit der Sexualität sehr freizügig umgingen. Dass sie auch Ansprüche stellten, bekam der 60-jährige Irala zu spüren, denn die drei ihm für die Nacht überlassenen „nicht alten Metzen“ liefen ihm davon. Ulrich Schmidl kommt zu dem Schluss, dass man sie dem Falschen überlassen hatte.

#### Kapitel 45
Den Versuch von 2000 Mbaya, die Spanier zu überfallen, beantworteten diese mit einer dreitägigen Verfolgungsjagd, bei der zwar 1000 Mbaya getötet wurden, die Flucht der Mehrheit der Stammesangehörigen aber nicht verhindert werden konnte. Die 3000 Indios, die die Spanier in einem Waldstück am dritten Tage trafen, waren zwar nicht die gesuchten Mbaya, aber sie mussten stellvertretend für diese sterben. Schmidl freute sich über 19 persönliche Gefangene, weil vor allem junge „Meidlein“ darunter waren. So war während der folgenden acht Ruhetage für Unterhaltung gesorgt. Seit dem Aufbruch vom Berg San Fernando hatten die Leute Domingo Martínez de Iralas 50 Meilen, seit dem Aufbruch von Naperus 36 zurückgelegt. Sowohl die Chané, auf die sie nach vier, als auch die Toyanas, auf die sie dann nach sechs Meilen, für die sie zwei Tage brauchten, trafen, waren Untertanen der Mbaya. In beiden Flecken fanden die Konquistadoren keine Indios, aber Nahrung in Fülle. 14 Meilen legten sie in vier Tagen zurück, dann waren sie bei den Paiyonos. Diesen Stamm verließen sie nach drei Tagen in Begleitung eines Dolmetschers und eines Pfadfinders. Diese führten die Truppe nach einer Viertelmeilen-Etappe zu den Maygonos, von denen die Spanier mit allem Notwendigen versorgt wurden. Bis zu den Morronos waren es acht Meilen. Obwohl diese freundlich waren, setzten die Spanier nach einem Tag die Reise zu dem vier Meilen entfernten Flecken der Poronos, einem zahlenmäßig kleinen Stamm, fort, dessen Versorgungsgrundlage nicht gut war. Bis zu den Simenos, deren Dorf auf einem Berg inmitten eines Dornbuschwaldes lag, waren es zwölf Meilen. Die Simenos stellten sich zum Kampf, flohen aber sehr bald, jedoch nicht, ohne vorher alles angezündet zu haben. Für die Landsknechte fand sich auf den Feldern aber genug Essbares.

#### Kapitel 46
Sechzehn Meilen trennten die Konquistadoren vom Stamm der Guorconos, die zunächst fliehen wollten, sie aber dann versorgten. Nach vier Ruhetagen mussten die zwölf Meilen zu den Layonos absolviert werden. Dies nahm drei Tage in Anspruch. Die Layonos waren durch Heuschrecken in Not gebracht worden, weshalb Domingo Martínez de Irala schon am nächsten Morgen abmarschierten ließ. Vier Tage brauchte die Truppe für die 16 Meilen bis zu den Carconos, denen die Heuschrecken ebenfalls großen Schaden zugefügt hatten. Für die folgenden 24 oder gar 30 wasserlosen Meilen bis zu den Siberis gaben die Carconos den Spaniern große Wasservorräte mit, die aber nicht ausreichten, um hohe Verluste durch Verdursten zu verhindern. Schmidl erwähnt eine Wasser speichernde Pflanze, die Manchem das Überleben sicherte. Bei der nächsten Ankunft der Soldaten im Siberisflecken brach Panik aus. Ein Dolmetscher verhinderte die Flucht der Indigenen. Bei den Siberis herrschte nach drei regenlosen Monaten größter Wassermangel, dem die Indigenen unter anderem durch die Zubereitung eines Maniokgetränks begegneten. Hier nun musste Schmidl den einzigen Brunnen bewachen und die Rationierung des Wassers sicherstellen. Wasser war ein Kriegsgrund zwischen den Stämmen. Nach zwei Tagen entschied das Los über den weiteren Vormarsch. Einige Siberisdolmetscher begleiteten die Truppe, flohen aber bald, so dass die Soldaten erst nach sechs Tagen bei den Payzunos eintrafen, die sich heftig zur Wehr setzten. Nach der Erstürmung des Fleckens erfuhren die Spanier, dass von den Payzunos erst vier Tage vor ihrer Ankunft drei Landsknechte getötet worden waren, die die Expedition des Juan de Ayolas überlebt und seit dieser Zeit bei ihnen gewohnt hatten. Irala nahm Rache, erst dann befahl er den Aufbruch zu dem 16 Meilen entfernten Flecken der Mayáguenos.

#### Kapitel 47
Bei der Ankunft nach vier Tagen trafen die Spanier auf wehrhafte Indios, deren Dorf wie das der Simenos von einem Dornenwald geschützt war und auf einem Berg lag. Die Mayáguenos töteten 16 Christen und sehr viele Carios. Als die Landsknechte im Dorf waren, zündeten die Mayáguenos es an und flohen. Gnade gab es für die Stammesangehörigen der Mayáguenos, die den Spaniern und ihren indigenen Hilfstruppen in die Hände fielen, nicht. 500 Carios suchten die geflohenen Mayáguenos und stellten sich ihnen zum Kampf, wurden aber eingeschlossen und mussten Domingo Martínez de Irala um Hilfe bitten. Diese wurde prompt gewährt. 300 Carios fanden den Tod, aber unzählige Mayáguenos ebenfalls.
Vier Ruhetage bei guter Versorgung folgten. Dann wurden 52 Meilen in 13 Tagen zurückgelegt und der Stamm der Corcoquis angetroffen, nachdem eine große Salzlagune passiert und der richtige Weg ermittelt worden war. Vom Salzsee aus hatte Adelantado Irala eine hundertköpfige Vorhut zu den Corcoquis geschickt und ihnen versichert, dass der Trupp in friedlicher Absicht komme. Der Stamm versorgte die komplette Truppe mit allem Notwendigen, Männer wie Frauen trugen je einen Schmuckstein in den Mundwinkeln. Die schönen Frauen waren mit einem ärmellosen, hemdartigen Baumwollumhang bekleidet. Es herrschte strikte Arbeitsteilung: Der Mann hatte die Nahrung herbeizuschaffen, der Haushalt war Sache der Frau.

#### Kapitel 48
Obgleich die von den Corcoquis angeheuerten Pfadfinder den Spaniern nach drei Tagen davonliefen, fanden diese den Weg zum eineinhalb Meilen breiten und sehr fischreichen Madikasies-Fluss (Río Guapay) dennoch. Beim Überqueren mit Hilfe von rasch erstellten Viererflößen ertranken vier Landsknechte. Bei der Beschreibung der Gegend und der Tierwelt erwähnt Schmidl neben dem Puma auch ein flohartiges Insekt, das seine Eier durch eine Stichwunde in die Füße seiner Opfer legte. In den Eiern wuchsen Würmer heran, die den Gestochenen die Zehen abfraßen, wenn man sie nicht rechtzeitig entferne.
Aus dem Flecken der Macasis kamen Domingo Martínez de Iralas Leuten Indios entgegen, die zu ihrem Erstaunen Spanisch sprachen. Irala war – ohne es wahrzunehmen – in das von Francisco Pizarro unterworfene Inkareich vorgestoßen. Die Spanier hatten nach astronomischen Berechnungen seit ihrem Aufbruch aus Asunción 272 Meilen Luftlinie zurückgelegt.
Irala sandte vier Landsknechte mit einer Grußbotschaft zu Pedro de la Gasca. Er wollte jeden Ärger mit dem Gouverneur vermeiden, der kurz zuvor den Aufstand des Gonzalo Pizarro niedergeschlagen hatte und diesen hatte hinrichten lassen. Nach 20 Tagen des Wartens erhielt Irala einen Brief de La Gascas mit dem Befehl, bei den Macasis auf weiteren Bescheid zu warten. In Wahrheit aber machte während der Wartezeit de La Gasca mit Irala einen Deal auf Kosten der Landsknechte. Nach erfolgter Bestechung, in die auch vier Boten Iralas, die La Gasca in Lima aufsuchen sollten, einbezogen waren, befahl Irala den Rückmarsch nach Asunción. Dem Bericht Schmidls nach war der Ausgang der Expedition für Iralas Landsknechte eine einzige Enttäuschung. Sie waren dem Silber bei Potosí so nahe gewesen und hatten von den Summen erfahren, die dem Kaiser bis 1549 aus Perú zugeflossen waren, aber von dem Reichtum fiel trotz der unsäglichen Strapazen für die Soldaten nichts ab.

#### Kapitel 49
Im fruchtbaren Land der Macasis, das die Landsknechte auf dem Rückmarsch wieder passieren mussten, versetzten Schmidl vor allem die Honigbäume wieder in Begeisterung. Wegen Domingo Martínez de Iralas ungeschickter Politik dem Stamm gegenüber erzwangen die Macasis den sofortigen Aufbruch der Spanier. Die uns bereits bekannten Corcoquis hatten ihren Flecken mit Weib und Kind verlassen, als die Spanier dort eintrafen. Gegen den Rat einiger einsichtigen Landsknechte, darunter Schmidl, ließ der Adelantado die Angehörigen des Stammes aufgreifen und 1000 von ihnen töten.
Als die Truppe nach eineinhalb Jahren wieder bei den Schiffen am Berg San Fernando angekommen war, hatte jeder als Beute 50 Sklaven. Bei ihrer Ankunft wurden Irala und seine Leute sofort von einem Aufstand in Asunción in Kenntnis gesetzt, in dessen Verlauf der aus Sevilla angekommene Hauptmann Diego de Abrigo den von Irala zu seinem Stellvertreter ernannten Hauptmann Francisco de Mendoza hatte köpfen lassen.

#### Kapitel 50
Diego de Abrigo wollte sich Domingo Martínez de Irala nicht unterordnen, wurde aber militärisch zur Aufgabe gezwungen. Er akzeptierte seine Niederlage nicht, sondern führte während der nächsten eineinhalb Jahre einen Guerillakrieg mit 50 Landsknechten gegen den Adelantado. Um den Frieden wiederherzustellen, verheiratete Irala seine beiden Töchter mit zwei Vettern von Diego de Abrigo. So wurde der Friede wiederhergestellt.
Ein Brief aus Deutschland, der im Auftrag eines Fuggerfaktors Christof Raiser am 25. Juli 1552 überbracht wurde, schuf eine neue Lage für unseren Chronisten: Sein Bruder Thomas forderte Ulrich Schmidls sofortige Rückkehr nach Hause.

#### Kapitel 51
Nach zäher Verhandlung bewilligte Domingo Martínez de Irala den Urlaub und beauftragte Schmidl mit der Zustellung eines Rapportbriefs an Kaiser Karl V. Weil unser Landsknecht erfahren hatte, dass in São Vicente ein Schiff aus Lissabon lag, organisierte er die Rückreise so, dass er in genanntem Hafen an Bord dieses Schiffes gehen konnte. Der Aufbruch nach São Vicente über Land fand am 26. Dezember 1552 statt: Auf zwei Kanus und mit 20 Carios als Begleitung brach Schmidl auf. Nach 46 Meilen auf dem Rio Paraguay folgten Landetappen über 15, dann 16 und 54 Meilen. Für letztgenannte Strecke brauchte die Reisegesellschaft, die inzwischen um vier Deserteure gewachsen war, neun Tage. Nach 100 Meilen auf dem Rio Paraná erreichten sie Ginge, den letzten Ort der spanischen Krone im Land der Carios.

#### Kapitel 52

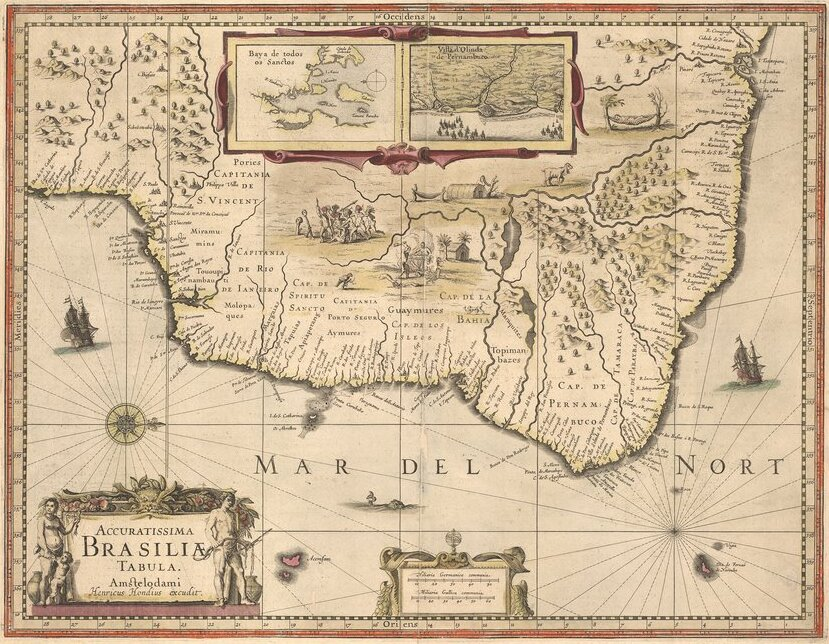
“Accuratissima Brasiliæ Tabula”, Hendrik Hondius, 1633. Auf der Karte finden sich die Orte „Biesaie“, „Schebetueba“ und „Reinovilla“, wie in der Levinus-Hulsius-Ausgabe 1602 anstelle von „Viaçã“, „Scherebethueba“ bzw. „João Ramalho“ in der Stuttgarter Handschrift.

Das Land der Tupi gehörte zu Portugal. Sechs Wochen hatte die Gruppe bis zum Erreichen des Fleckens, den die Tupi Kariesseba nannten, gebraucht. Die Tupi führten ständig Kriege. Ihre Gefangenen wurden in einer Art Hochzeitszug zu einem Verschlag gebracht und eingesperrt. Bis man sie schlachtete, bekamen sie jeden Wunsch erfüllt. Die Lebensart der Tupi nennt Schmidl „Epicurisch“, denn sie seien fortwährend betrunken gewesen und hätten außer Tanzen und Krieg führen nichts im Sinn gehabt. Das Ausmaß richtig zu beschreiben, sei ihm, so Schmidl nicht möglich gewesen. Am Palmsonntag wurden zwei der Deserteure aus seiner Reisegesellschaft von den Tupi in Kariesseba aufgegessen. Einige der Kannibalen, die später bei Schmidl und seiner Gruppe auftauchten, trugen die Kleider der Gefressenen. Vier Tage wurden Schmidl und seine Truppe von etwa 6000 Tupi belagert. Sie konnten letztlich fliehen und sich durch sechs Tage und Nächte ununterbrochenen Marschierens in Sicherheit bringen. Die damalige Situation umschreibt Schmidl mit dem Sprichwort: „Viel Hundt seind des Hasen Todt“. Am Rio Urquaie fanden sie bei den Viaçã Proviant. Die Schlangen des Rio Urquaie wurden vielen Menschen und Tieren zum Verhängnis. Nach 100 Meilen Wegs erreichten sie Scherebethueba. Die von schlechter Ernährung und Schlafmangel geschwächte Mannschaft konnte sich während eines dreitägigen Aufenthalts in diesem Flecken ein wenig erholen. Glücklicherweise kamen sie ohne Schaden durch das Land des portugiesischen Bandeirantes João Ramalho und trafen nach sechsmonatigem Überlandmarsch von 246 Meilen am 13. Juni 1553 mit einem Dankgebet auf den Lippen in São Vicente ein.

#### Kapitel 53
Nach weiteren 20 Meilen stand die Gruppe im Hafen von São Vicente vor dem Schiff, mit dem sie die Rückreise nach Europa antreten wollte. Am 24. Juni 1553 wurde der Anker gelichtet. Weil nach 14 Tagen der Segelbaum brach, musste das Schiff den Hafen von Espirito Santo anlaufen, dessen Bewohner vorwiegend von Zuckerrohr- und Baumwollanbau sowie der Vermarktung von Brasilholz lebten. Das Meer zwischen São Vicente und Espirito Santo wimmelte von Walen, deren Fontänen den Chronisten wegen der von den Tieren ausgestoßenen Wassermenge, die „in ein gut Fränckisch Vaß gehet“, erstaunen.

#### Kapitel 54
Nach viermonatiger Seereise wurde die Azoreninsel Terceira angelaufen und Proviant gebunkert. Dafür genügten zwei Tage. 14 Tage dauerte dann die Überfahrt nach Lissabon, in dessen Hafen Ulrich Schmidl am 3. September 1553 anlangte. Dort starben zwei der 20 indianischen Reisegefährten unseres Chronisten. Was mit den anderen 18 Carios passiert ist, teilt er uns nicht mit.
Nach 14 Tagen machte Schmidl sich auf den Weg, um die 42 Meilen bis Sevilla zurückzulegen. Mit dem Schiff setzte er die Fahrt von dort aus nach Sanlúcar fort, die zwei Tage dauerte. Über El Puerto de Santa Maria erreichte Schmidl in zwei Überlandpartien Cadiz. Hier fand der Rückkehrer ein Schiff, dessen Kapitän zwar sein Gepäck verlud, ihn selbst aber vergaß. Auf einem anderen Schiff trat Schmidl die Reise nach Antwerpen in einem Geleitzug von 24 Schiffen an. Das ursprünglich gebuchte Schiff ging verloren, und 22 Personen fanden den Tod. Auch mehrere Kisten voll Gold und Schmidls gesamtes Gepäck versanken im Meer. Schmidl entging durch die Vergesslichkeit des Kapitäns dem Schiffbruch und blieb am Leben. Ein weiteres Mal hatte er allen Grund, Gott von Herzen zu danken.

#### Kapitel 55
Die 24 Schiffe des Geleitzuges, mit denen Schmidl seine Reise fortsetzte, trafen auf schlimmste Witterungsbedingungen. Sie gerieten in solche Unwetter, dass die Schiffe zu ihrem Schutz den Hafen der Insel Wight anlaufen mussten. Acht der 24 Schiffe überstanden den Sturm nicht und sanken. Die restlichen 16 legten die 47 Meilen von Wight in Richtung Antwerpen glücklich zurück. Sie blieben 24 Meilen vor Antwerpen in Arnemuiden auf Reede. Schmidl legte den Rest der Strecke auf dem Landweg zurück. Er kam am 25. Januar 1554 in Antwerpen an.

### Zusammenfassend
Die Lage der Konquistadoren war von ständigem Hunger bis zum Kannibalismus geprägt. Die Eroberungszüge brachten wenig ein und die Sterberate war sehr hoch. Schmidl beschreibt die Brutalität der Raubzüge in den Indianergebieten. Aufgrund der geringen Beute bekämpften sich die Konquistadoren auch untereinander. Die Raubzüge gingen bis Peru. Schmidl selbst beschreibt sein Verhalten als Landsknecht, das ein ständiges Töten, ein Kampf um Beute und die Versklavung von Indianern war.
Motiviert durch einen Brief seines Bruders Thomas kehrte Schmidl am 26. Januar 1554 mit wenigen Beutestücken nach Straubing zurück. Thomas starb am 20. September 1554, und Ulrich erbte das Vermögen seines verstorbenen Bruders und wurde Ratsherr. Weil er sich zum Luthertum bekannte, musste er jedoch Straubing verlassen und ging 1562 nach Regensburg, wo er es bis zu seinem Tod 1579 zu großem Reichtum brachte.

### Wahrheitsbericht oder Konstrukt zur Unterhaltung?
Betrachtet man die Beschreibungen Schmidls mit einem etwas andern Blick, ist durchaus erkennbar, dass zwischen Gefechtsszenen die ethnographischen Mitteilungen von ca. 30 Indianerstämmen an den Leser gebracht werden. Diese werden alle charakterisiert durch ihre Nacktheit bzw. Halbbekleidung und durch Schmucksitten und Waffengebrauch. Ferner gibt es längere Textpassagen über Sitten wie „Kannibalismus“ (dies hätte Schmidl beobachtet an den Carios im heutigen Paraguay und den Tupi Brasiliens) und „Skalpieren“.
Ähnliche Beschreibungen finden sich auch in Stadens Veröffentlichung.
Schmidls Werk wurde ab 1567 als „Gefechtsbuches“ auf der Frankfurter Buchmesse als Teil des Brasilianiums vorgestellt. Bis in das 16. Jh. sind drei deutsche und zwei lateinische Fassungen erschienen, welche sich beide relativ erfolgreich vermarkteten.
Zur Zeit der Renaissance, besonders Ende 19. Jh., richtete sich der Blick der Leserschaft nach einem kurzen Abflauen wieder auf die Geschichte des deutschen Americana-Markts Ende des 16. Jahrhunderts. Dieser war damals maßgeblich durch Flugblätter bekannt geworden, welche die brandneuen Nachrichten über eben entdeckte Länder verkündeten.
Schon in der ersten solcher Publikationen (Kolumbus-Brief 1497) werden Inselkariben der Antillen-Region als Anthropophagen angesprochen.
Schon Amerigo Vespucci, der Nachfolger Kolumbus, beschreibt die Einheimischen als „Menschenfresser“ und die Berichte über die Kannibalen der Nordostküste Südamerikas und Brasiliens verbreiten sich wie ein Lauffeuer, werden in mehrere Sprachen übersetzt und in ganz Mitteleuropa in Wort und Bild plakatiert.
Dargestellt sind dabei meist spärlich mit Federn bedeckte, jegliche Religion verachtende, in Höhlen oder provisorischen Blätterhütten hausende, hemmungslose und der Promiskuität frönende Menschenfresser, die ihre Gefangenen wie ein Metzger auf der Schlachtbank zerhacken. Der Genuss am Fleischverzehr wird dabei besonders herausgestellt.
Neben diesen proklamatorischen Flugblättern gab es durchaus auch Veröffentlichungen, welche sich an ein anspruchsvolleres Publikum richteten. Besonders bekannt ist in diesem Kontext die Broschüre „Dis büchlin sagte“ (1509), eine ungekürzte Übersetzung der „Quatuor Navigationes“ des Vespucci und das wahrscheinlich ausführlichste deutsche Brasilianium vor der Jahrhundertmitte. Doch auch hier wird das einheimische Volk als primitive, menschenfressende Bande verallgemeinert. Bei Vespucci findet man zwei Beispiele für dieses Bild der Indios, darunter eine Beschreibung, in welcher einer seiner Matrosen von Indianern vor seinen Augen aufgefressen wurde.
Sebastian Münsters 12-teiliges Kartenset, welches mit einem 16-seitigen Beiheft versehen ist, das eine knappe Beschreibung der auf den Karten zu findenden Länder und Städte geben soll (aufgelegt in den Jahren 1525, 1527, 1530), ist ein weiteres Beispiel für diese nahezu klischeehafte Publizierung. Die Beschreibung für den „neuen Erdteil“ im Beiheft ist unterlegt mit einem Bild von mit Federn bedeckten Kannibalen, die Menschen auf einem Spieß drehen. Der zugehörige Text suggeriert die Vorliebe der abgebildeten Menschen für diese Handlung. Demnach würden sie sogar extra Menschen dafür mästen und züchten.
Münsters Weltbeschreibung (1544–1628), ein gängiger Meinungsmacher der damaligen Zeit, fügt sich ebenso dieser Strömung. Die Ausgabe von 1550 zeigt ausgefallene Illustrationen dahingehend. In den zugehörigen Beschreibungen lässt der Autor zuerst Kolumbus Überreste von Kannibalen entdecken. Im Folgenden zitiert er teilweise wörtlich aus „Dis büchlin sagte“ und konzentriert sich ausschließlich auf Vespuccis Reise. Doch auch diese war, der Literatur nach, beeinflusst vom Werk „Dis büchlin sagte“, genauer dessen Holzstichversion, welche Indios zeigt, die Menschenteile mit Knochenbeilen auf einem Steinquader zerlegen.
Zusammenfassend kann man sagen, dass sich sowohl Stadens als auch Schmidls Veröffentlichungen in den motivgeschichtlichen Diskurs ihrer Zeit einordnen. Auch wenn sie die Kenntnisse der neuen Welt beträchtlich erweitern (das Informationsangebot bei Staden ist wesentlich detaillierter als bisherige Schriften zum Thema und die Gebiete im Inneren Südamerikas, über die Schmidl berichtet, sind für die Deutschen bis dato noch unbekannt), lassen allein die Begrifflichkeiten Assoziationen entstehen und stellen brave Christen den wilden Barbaren gegenüber.
Schon aus dem Vorwort des Verlegers Levinus Hulsius ist diese Tendenz erkennbar. Demnach verstoßen die „Barbaren“ gegen wichtigste Institutionen des christlichen Europas:
„Diese wilde[n] Leute würden – von der Kontaktnahme mit dem Abendland wie das Templus klar inszeniert – von Gott und seinen Geboten/von keiner Erbarkeit/ Ehestand/Zucht/Gesetzt/Verstand/noch Rath/nie nichts gewusst/sondern in aller Abgoetterey/Götzendiensten/Unfletterey/Unzucht/Fuellerey/Menschenfressrey und Unreinigkeit […] gelebt haben.“
Neben wenig gefallenden Merkmalen, wie der weiblichen Körperschönheit oder exotischem Federschmuck, wird die Erscheinungsform der Eingeborenen von beiden Autoren scharf abgelehnt und als unrein bezeichnet. Sie schlussfolgern, dass diese Menschen keine Gesetze kennen und keinen Handel treiben.
Die bisherige Americana-Forschung sucht Antworten auf die Frage, warum man den Europäern ein solches Volk mit so viel Nachdruck näherbringen wollte und warum die Bücher so viel Erfolg hatten. Das Hauptaugenmerk liegt dabei auf der Beziehung zwischen der Autorenintention und dem danach entworfenen Indiobild in der Politik.
Signifikante Beispiele hierfür sind die Berichte des Hernán Cortés und des Petrus Martyr von Anghiera, beide in der spanischen Flotte führende Konquistadoren. Ein naheliegendes Hauptziel der Berichte ist es, im Interesse des Auftraggebers (Karl V.) Eroberung, Unterwerfung etc. vor dem übrigen Europa zu legitimieren. Eine weitere Autorenintention könnte aber auch darin gelegen haben, der Propagandierung der sog. „Leyenda negra“ gegen die Expansionsmacht Spanien die Stirn zu bieten.
Schmidls erste Begegnung mit brasilianischen Tupi werden sehr phantastisch geschildert. Er besteht ein Abenteuer, für das jedoch weitere Augenzeugen fehlen.
Als Schmidl 1552 einen langen Fußmarsch durch das Gebiet der Indiosklaven unternehmen muss (vgl. Kapitel 51), bringt er kurz vor der Grenze des portugiesischen Amerikas, des Stammeslandes der Tupi, vier Männer ins Spiel. Diese „herumirrenden europäischen Deserteure“ wollen demnach in der nächsten brasilianischen Indiosiedlung Proviant organisieren. Von diesem Unternehmen kehren sie aber nicht zurück, stattdessen, nach Schmidls Beschreibungen, Timbú mit „khlaider[n] der criesten“. Schmidl schlussfolgert, sie seien von den Indios gefressen worden. Der Straubinger hatte den Quellen nach nicht näher mit den Tupi zu tun, beschreibt aber den Prozess des Kannibalismus genau, was eine Übertreibung sehr wahrscheinlich macht.
Die Schilderungen im Text sind unglaubwürdig inszeniert. Nach eigenen Angaben habe er den Vorgang nicht mit eigenen Augen beobachtet. Ferner sind die Ausführungen über die Tupi fast gleich mit den Schilderungen bei Staden. In beiden Beschreibungen nehmen die Indios Gefangene bei Kämpfen fest, bereiten ein Fest und eine Hochzeit vor (vgl. Kapitel 52), füllen Gefäße mit alkoholischen Getränken und laden andere Siedlungen ein. Schmidl beschreibt, die Tupi hätten die Kleider seiner beiden Kollegen getragen, die ausgesandt waren. Staden gibt an, dass, als er gefangen genommen wurde, ihm die Kleider vom Leib gerissen wurden, obwohl die Tupi sonst von Textilien unbeeindruckt waren.
Ähnliches zeigt sich schon bei der ersten Begegnung mit den Carios (Vgl. Kapitel 16). Auch hier wird von einer Mästung zum Zweck des Verzehrs gesprochen. Doch im Anschluss erscheinen Ausführungen über die gegenteilige Behandlung schöner Frauen bzw. alter Frauen und Männer. Obwohl die Carios als Verbündete der Spanier gegen andere Indianerstämme kämpften, nennt Schmidl diese zweite Angabe an keiner anderen Stelle seines Manuskripts, sondern stellt eher ihr brutales Vorgehen gegen die Gegner dar. An dieser Stelle lassen sich ebenfalls Ähnlichkeiten zu schon bestehenden Werken erkennen:
Die „Carta Martina über die Festlandkannibalen der Nordostküste Südamerikas“ ist im europäischen Raum schon lange populär. Nach diesen Angaben mästen Kannibalen männliche Gefangene für den Verzehr, Frauen und alte Männer sind für die Feldarbeit bestimmt, junge Frauen müssen für Frischfleisch sorgen: Auch Schmidl stellt den erotischen Effekt der wenig schonend gefangenen Indianerinnen dar.
Es erscheint also wahrscheinlich, dass ein Amalgam zweier Kannibalen-Topoi der neuen Welt in ein der Öffentlichkeit noch unbekanntes Gebiet projiziert wurde. Schmidl schreibt in seinem Testament, dass er Bücher besessen habe. Diese Bücher könnten als Vorlagen für sein Werk gedient haben. Viele der oben genannten Werke sind während oder nach Schmidls Reise erschienen. (Floriant Fries Weltkarte, Stadens Brasilianum uvm.)
Nach Schmidls Rückkehr könnten diese Werke ihm als Inspiration gedient haben, seine eigene Reise aufzuschreiben. Das Fokussieren der „Menschenfresser“ soll seinen Bericht für die Öffentlichkeit interessant machen. Damit wäre Schmidls Autorenintention, von der Öffentlichkeit als Kenner und mutiger Bekämpfer der gefürchteten Kannibalen bewundert zu werden. Er richtet sich in seinen Ausführungen zudem oft an Leser und stellt sich eingangs ausdrücklich als Ulrich Schmidl von Straubing vor, was klar impliziert, dass der Text für ein öffentliches Publikum verfasst wurde. Schmidl hatte vermutlich keine Zweifel an den Beschreibungen Stadens, weswegen er ihn auch als Rezipient verwendet hat.
Die Forschung stellt Stadens und Schmidls Berichte bis dato nach der Autorenintention dar. Für die damalige Bevölkerung erschienen die Werke sicherlich glaubwürdig, schon allein durch den Bildungs- und Berufsstand der Autoren, verstärkt durch ihren Status als Augenzeugen, was ein anderes Motiv als reine Beobachtungen zu beschreiben nicht ersichtlich macht. Zudem bestätigen sich die Autoren in ihren Aussagen gegenseitig.

### Verleger
Die obigen Ausführungen sind dadurch verstärkt, dass Schmidl sein Werk 1567 dem namhaften Verleger Sigmund Feyerabend gab. Levinus Hulsius gab 1599 den Bericht erstmals in Buchform heraus.